# Степан Тарасович
Степан Михайлович Тарасо́вич — український оперний співак, баритон, провідний соліст Львівської Національної опери ім. С. Крушельницької. Один із найкращих баритонів театру. Вирізнявся унікальним, надзвичайної природи потужним, об'ємним голосом у три октави та яскравим тембром.

## Біографія
Народився 22 червня 1955 року на хуторі Хвороща біля села Велика Білина на Самбірщині у Львівській області. Походив зі шляхетської родини Білинських-Тарасовичів і по лінії матері — Білинських-Качкіновичів, які мали свій герб і походили із роду Сасів, що отримали шляхетство від короля Данила Галицького. Батько, Михайло Тарасòвич, був відомим в околиці пасічником, мама, Софія (Юлія) Качкінович, працювала в колгоспі.
Співав із дитинства, наслідуючи популярних у той час естрадних співаків. Закінчив восьмирічну школу у селі Велика Білина та середню школу № 2 у місті Дрогобичі.
Ще навчаючись в десятому класі Дрогобицької школи, якось заспівав у ресторані, де його почув меломан Юліан Кріш. Голос Степана настільки вразив його, що він запропонував хлопцеві займатися вокалом і привів у хорову капелу «Легенда» у клубі ім. Івана Франка, під орудою її засновника, хорового диригента Олега Цигилика. Саме з цієї капели, яка стала найкращим хором країни, здобувши лауреатство на респібліканському конкурсі хорів і згодом золоту медаль, починався співацький шлях багатьох артистів.
Коли Степан закінчив середню школу, батько прагнув, щоби він став студентом математичного факультету Дрогобицького педагогічного інституту. Але хлопець свідомо провалив іспити, не відчуваючи покликання ні до математики, ані до педагогіки.
Мріяв пов'язати своє життя зі сценою і співом. Вступити до музичного училища не вдалося, тому подає документи у Дрогобицьке професійно-технічне училище № 6, яке за рік закінчує з дипломом слюсаря-складальника. Протягом навчання в технічному училищі бере уроки у педагогів-вокалістів Богдана Щурика в Дрогобичі і Марії Байко у Львові. А згодом вирушає до Одеської консерваторії імені А. Нежданової. Природа його голосу настільки вражає екзаменаторів, що його одразу приймають на другий курс підготовчого відділення, а 1975 року він стає студентом вокального факультету, у класі професорки вокалу, народної артистки УРСР Галини Поліванової.
1977 року переводиться у Львівську консерваторію імені Миколи Лисенка, у клас народного артиста СРСР Павла Кармалюка. Товаришував із Володимиром Івасюком, навчаючись із ним на одному курсі. Бував у гостях у прославленого баритона Дмитра Гнатюка у Києві.
1981 року стає солістом Львівського театру опери та балету. Дебютував у оперній виставі «Тоска» Дж. Пуччіні, де виконав головну драматичну партію барона Скарпіа. У театрі Степан Тарасòвич заспівав близько 100 оперних партій, двадцять шість із яких — головні.
Концертував, співав із музичними колективами: хоровою капелою «Боян», оперним хором Da Capo, що його створив австрійський диригент і композитор, засновник відомого оркестру K&K Philharmoniker Маттіас Кендлінгер. Брав участь у музичних фестивалях, був багаторічним улюбленцем публіки на відомих Бучинських фестинах, які організовував соліст Львівської Національної опери, композитор Роман Ковальчук. Гастролював у Польщі, Німеччині, Австрії, Італії, Франції. Співав у найкращих концертних залах і на оперних сценах Європи: у Берлінській філармонії, Концертному домі в Берліні, Мюнхенській філармонії, у Геркулес холі у Мюнхенi та залі Гевандгаус у Ляйпцигу, у залі Тонгалле в Цюриху, в Альте Опер у Франкфурті-на-Майні, Концертному домі в Дюссельдорфі.
Вдосконалювався у співі все життя, вважаючи, що консерваторської вокальної школи замало. Досягненням вокальної майстерності Тарасòвич завдячував прославленому басові Михайлові Торчинському, який володів італійським бельканто. Свого часу на Степана значно вплинув і тенор Анатолій Зорін, що також знав італійську школу співу. А оперний соліст, тенор Роман Цимбала якось відкрив йому секрет великого Франко Кореллі, в якого брав уроки в Америці. Досягнувши професіоналізму, Степан Тарасòвич намагався поділитися своєю вокальною майстерністю з молодими колегами-співаками і учнями.
Був байдужий до регалій, тому не прагнув отримати звання заслуженого чи народного артиста, вважав їх радянськими рудиментами і великою умовністю, що не завжди свідчить про справжні досягнення артиста і його вокальний професіоналізм.
Пішов із життя 16 травня 2023 року. Причиною смерті стала гостра серцева недостатність, інфаркт. Похований у рідному селі Велика Білина, біля батьків.
Степан Тарасòвич заспівав близько 100 оперних партій, двадцять шість із яких — головні. Серед них: Барнаба («Джоконда» А. Понк'єллі), Грязной («Царева наречена» М. Римського-Корсакова), Ріголетто («Ріголетто» Дж. Верді), Шакловитий («Хованщина» М. Мусоргського), Михайло Гурман («Украдене щастя» Ю. Мейтуса), Роберто («Іоланта» П. Чайковського),  Івашко («Олеська балада» Б. Янівського), Шонар («Богема» Дж. Пуччіні), Амонасро («Аїда» Дж. Верді), Ескамільйо («Кармен» Ж. Бізе), Альфіо («Сільська честь» П. Масканьї), Мєчнік («Страшний двір» С. Монюшка), Бітерольф («Тангейзер» Р. Вагнера), Максим («Заграва» А. Кос-Анатольського) та інші.
Виконував вокальні твори М. Лисенка, В. Заремби, С. Людкевича, А. Кос-Анатольського, К. Данькевича, П. Майбороди, Б. Янівського, Р. Ковальчука, а також романси, неаполітанські й українські народні пісні.
Ще за Радянського Союзу здійснив запис українських народних пісень з Некрасовським оркестром народних інструментів на Держтелерадіо СРСР у Москві, які пролунали на весь Союз. Там мав і концерт, виступаючи в одній програмі з прославленим скрипалем Віктором Пікайзеном в Кремлівському Палаці з'їздів. Йому пропонували кар'єру соліста в Москві, у Великому театрі, але артист відмовився.

### Оперніпартії
Максим — «Заграва» А. Кос-Анатольський
Барон Скарпіа — «Тоска» Дж. Пуччіні
Барнаба — «Джоконда» А. Понк'єллі
Грязной — «Царева наречена» М. Римський-Корсаков
Михайло Гурман — «Украдене щастя» Ю. Мейтус
Шакловитий — «Хованщина» М. Мусоргський
Алеко — «Алеко» С. Рахманінов
Ріголетто — «Ріголетто» Дж. Верді
Роберто — «Іоланта» П. Чайковський
Ебн-Хакіа — «Іоланта» П. Чайковський
Івашко — «Олеська балада» Б. Янівський
Князь Ігор — «Князь Ігор» О. Бородін
Бітерольф — «Тангейзер» Р. Вагнер
Амонасро — «Аїда» Дж. Верді
Шонар — «Богема» Дж. Пуччіні
Ескамільйо — «Кармен» Ж. Бізе
Альфіо — «Сільська честь» П. Масканьї
Тоніо — «Паяци» Р. Леонкавалло
Мєчнік — «Страшний двір» С. Монюшко
Фйорелло — «Севільський цирульник» Дж. Россіні
Імам — «Запорожець за Дунаєм» С. Гулак-Артемовський
Зупан — «Циганський барон» Й. Штраус
Франк — «Летюча миша» Й. Штраус
2004 року, під час Помаранчевої революції, зупинив репетицію в театрі й закликав артистів їхати на Майдан Незалежності підтримати Віктора Ющенка. Директорові театру Тадеєві Едеру не залишалося нічого іншого, як поступитися. Разом із артистами хору Степан Тарасович був єдиним оперним солістом, який співав на Майдані і біля Кабінету Міністрів в оточенні загону «Беркуту».
Був головою ревізійної комісії профкому театру, боровся з корупцією.
На пенсії продовжив концертну й громадську діяльність, часто співав на патріотичних мітингах не лише у Львові, а й у Тернополі, Івано-Франківську, Києві. Давав уроки вокалу, намагаючись передати учням свою школу співу.

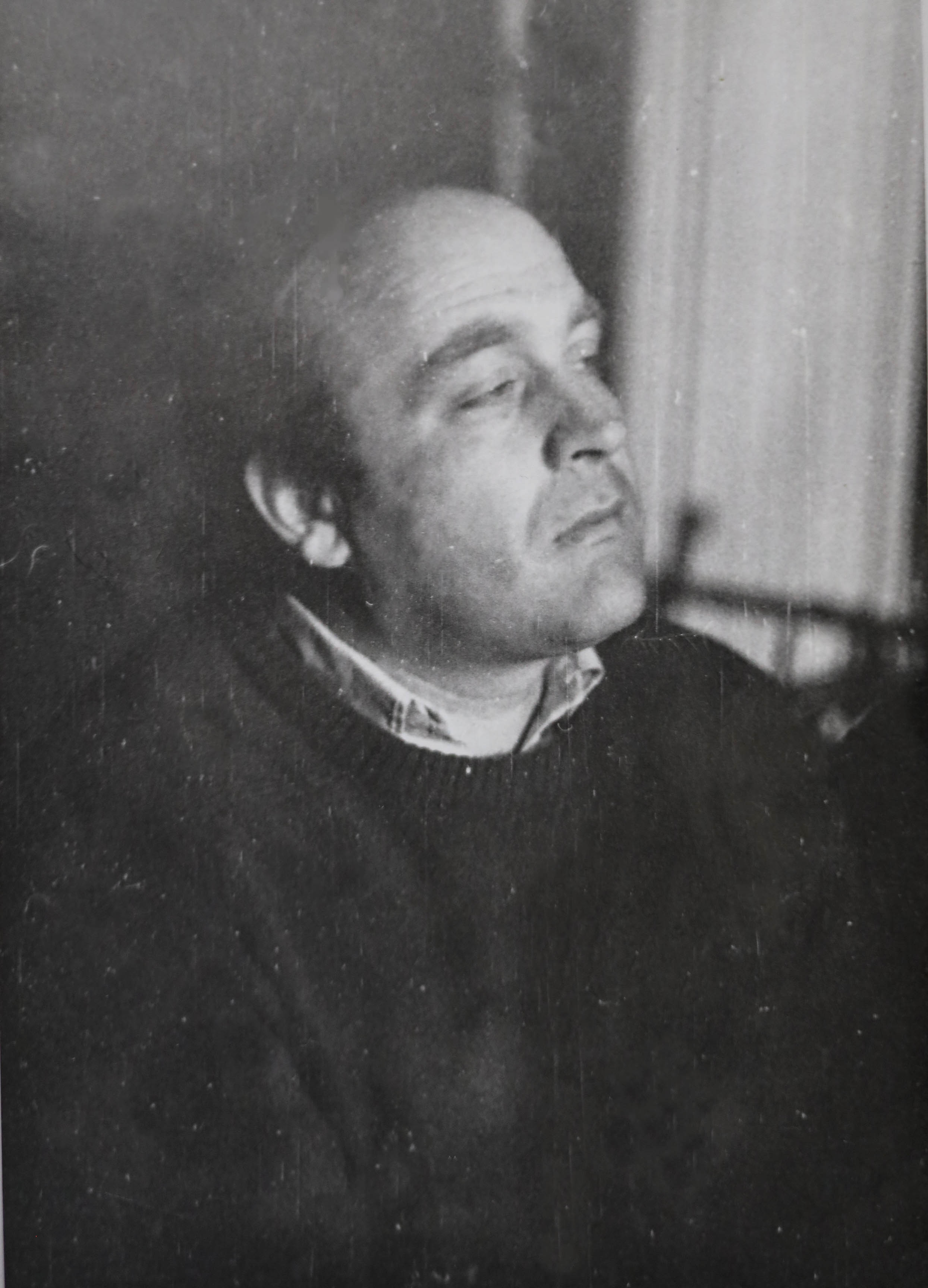
Степан Тарасович. З родинного архіву
Портрет роботи художника Ярослава Крука
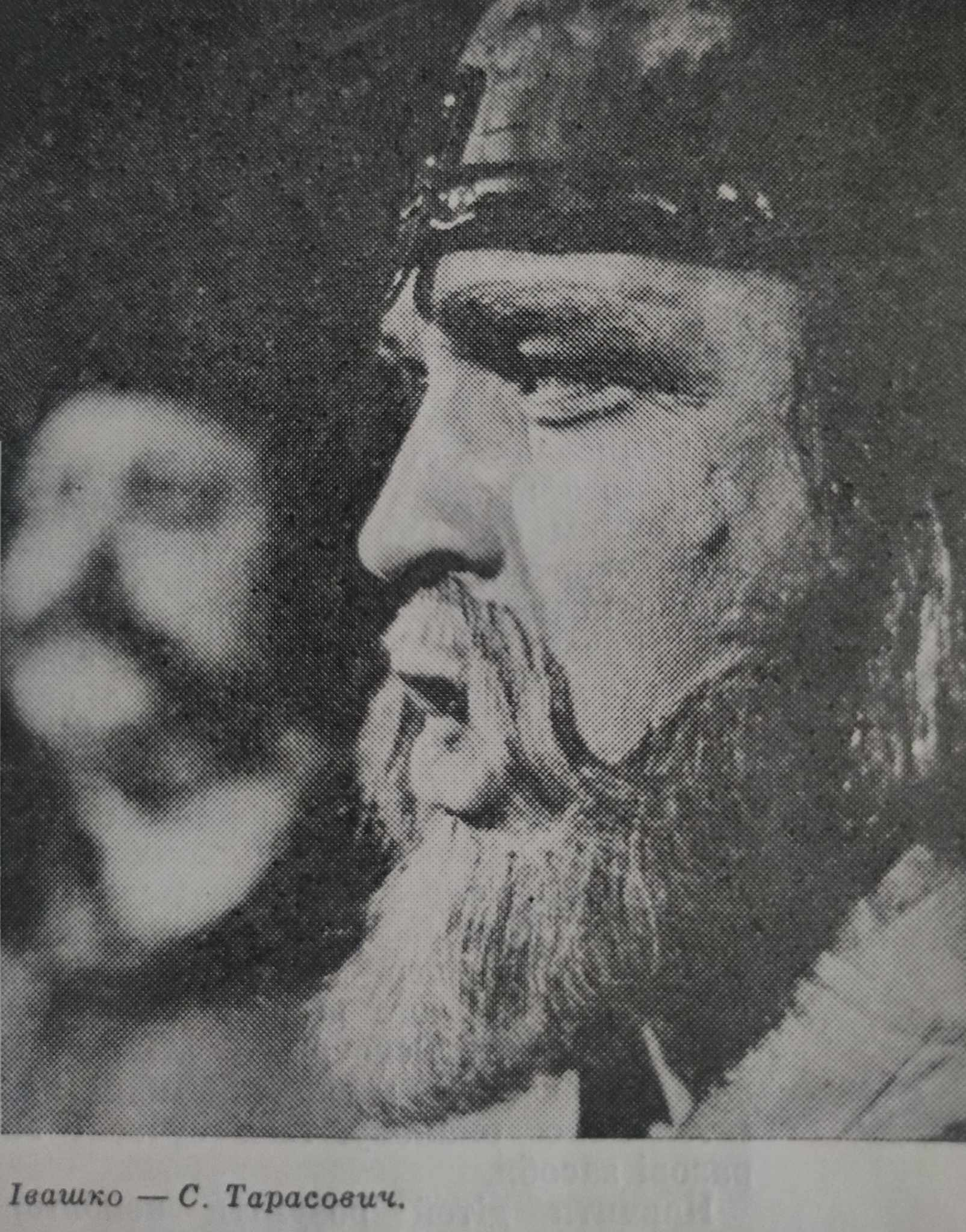
Степан Тарасович виконує партію Івашка в Олеській баладі Б. Янівського
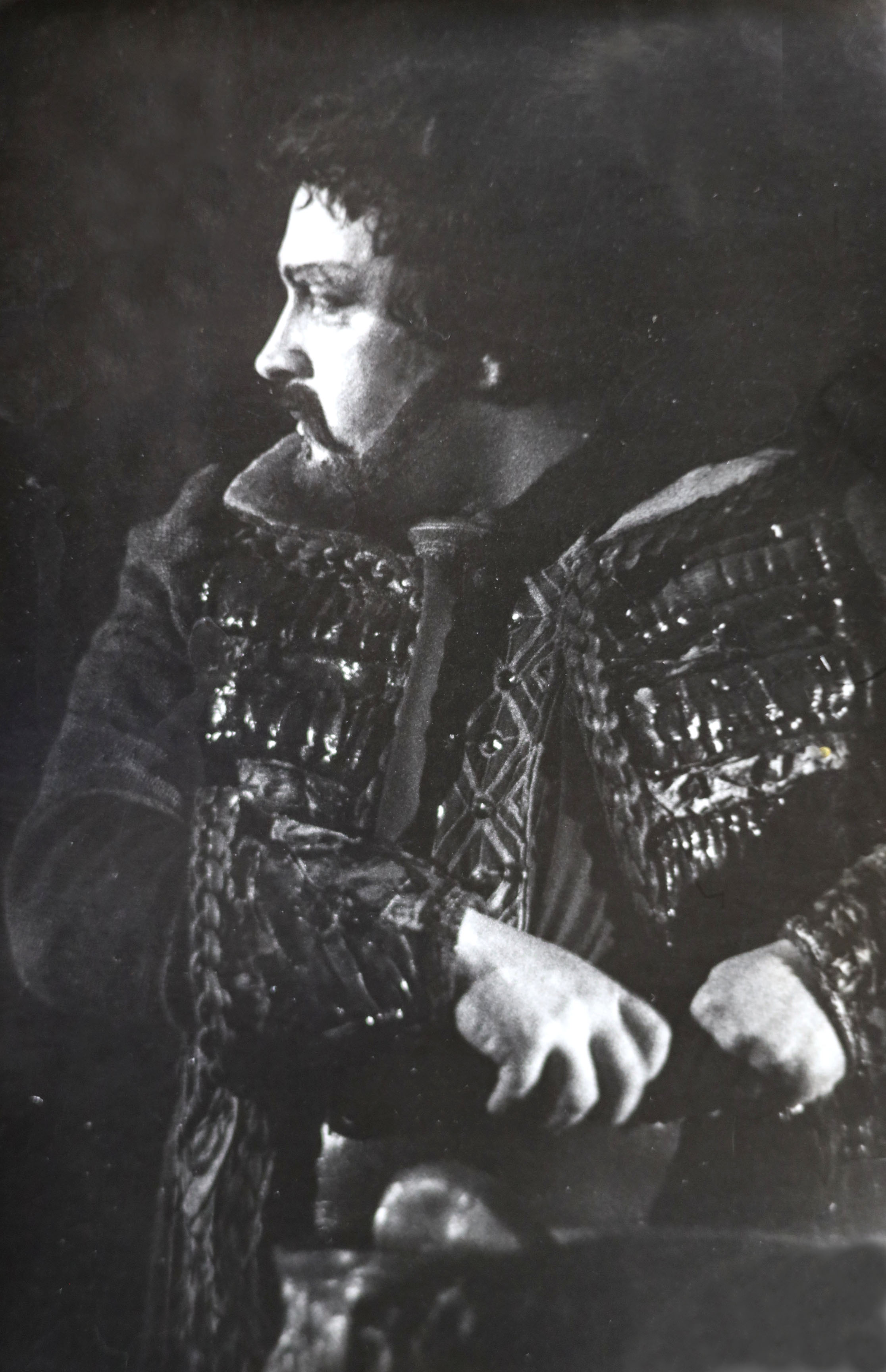
Степан Тарасович. Партія Грязного в опері "Царева наречена" М. Римського-Корсакова
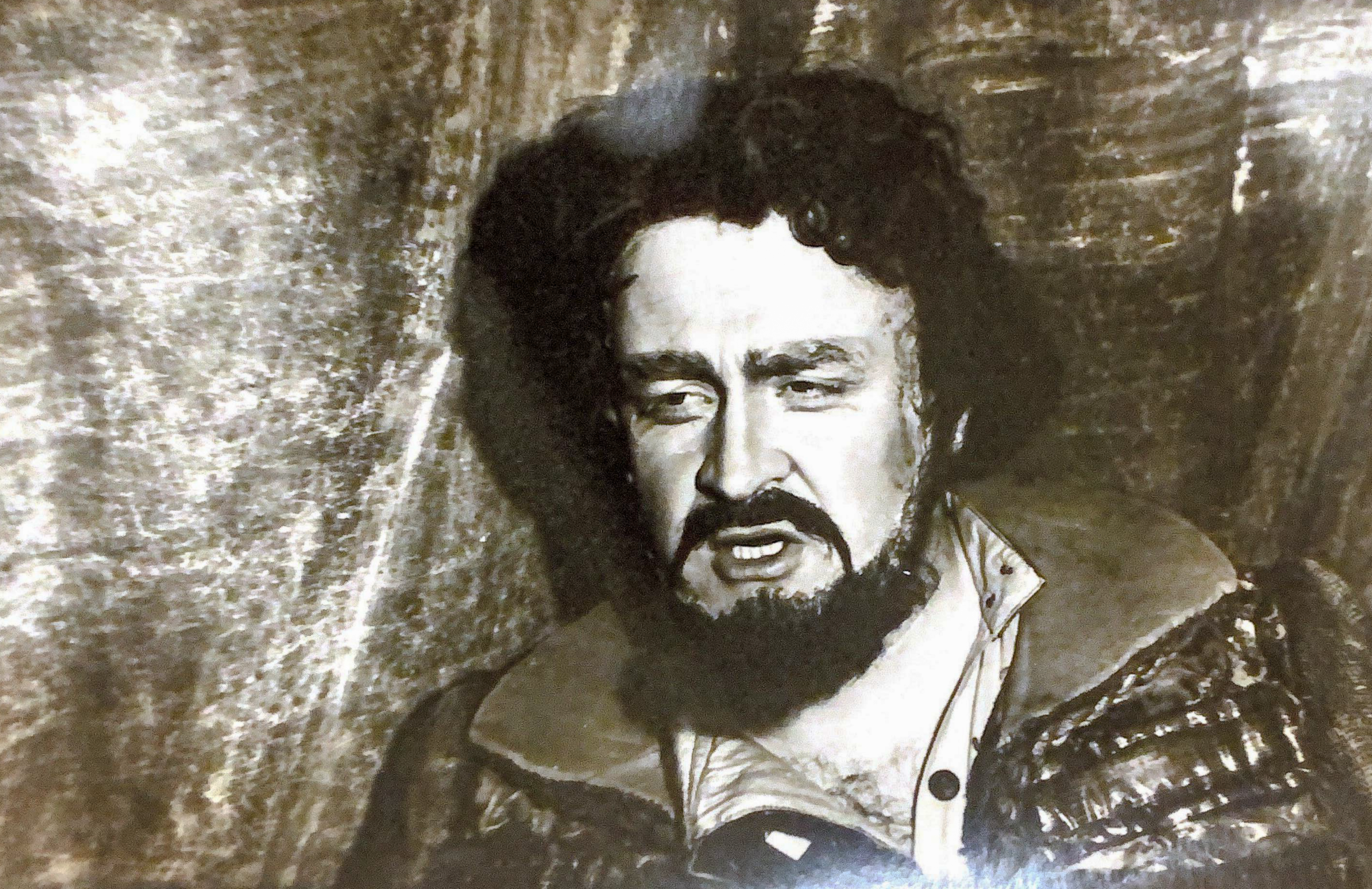
Степан Тарасович. Партія Грязного в опері "Царева наречена" М. Римського-Корсакова
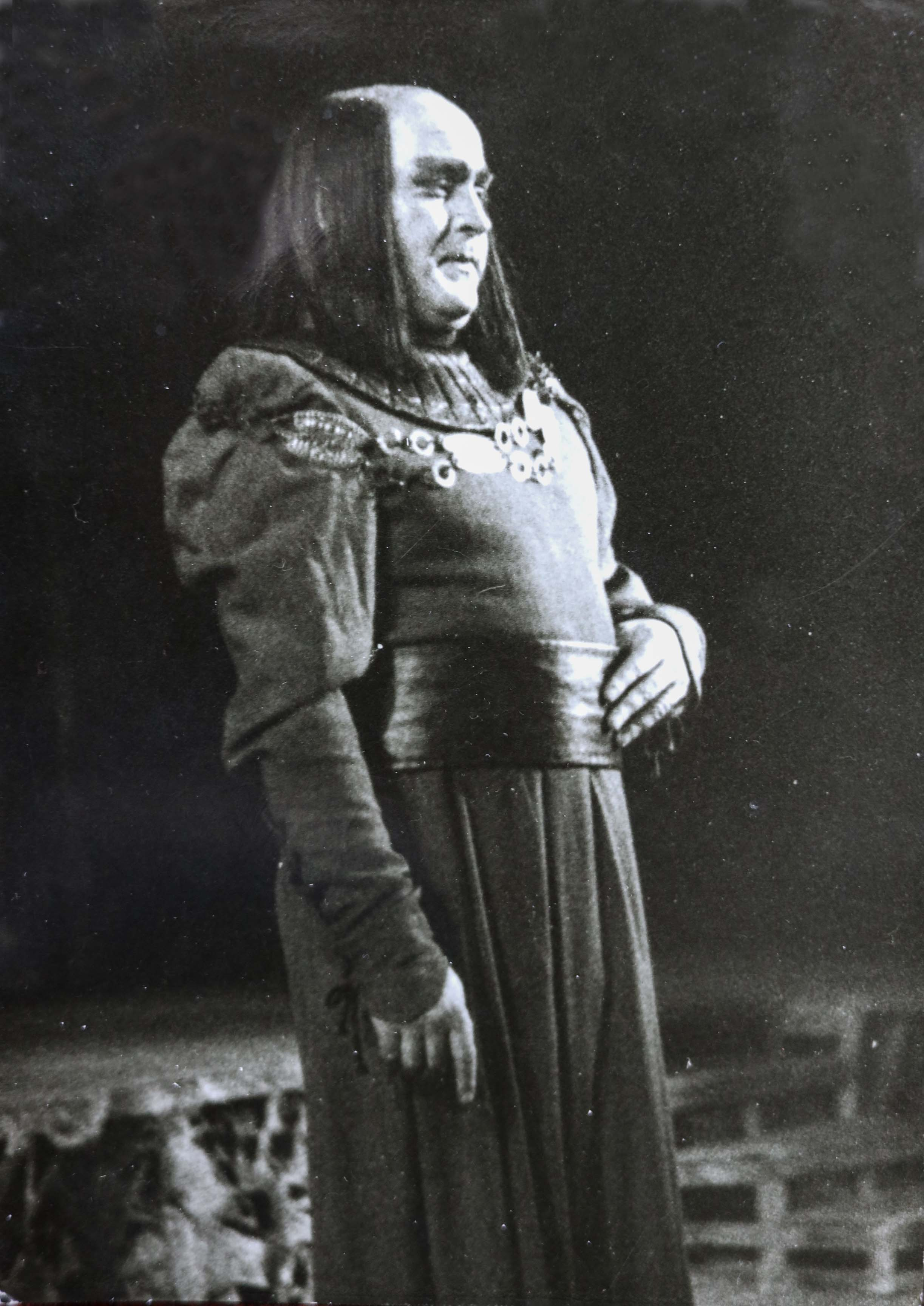
Степан Тарасович. Барнаба у опері "Джоконда" А. Понк'єллі
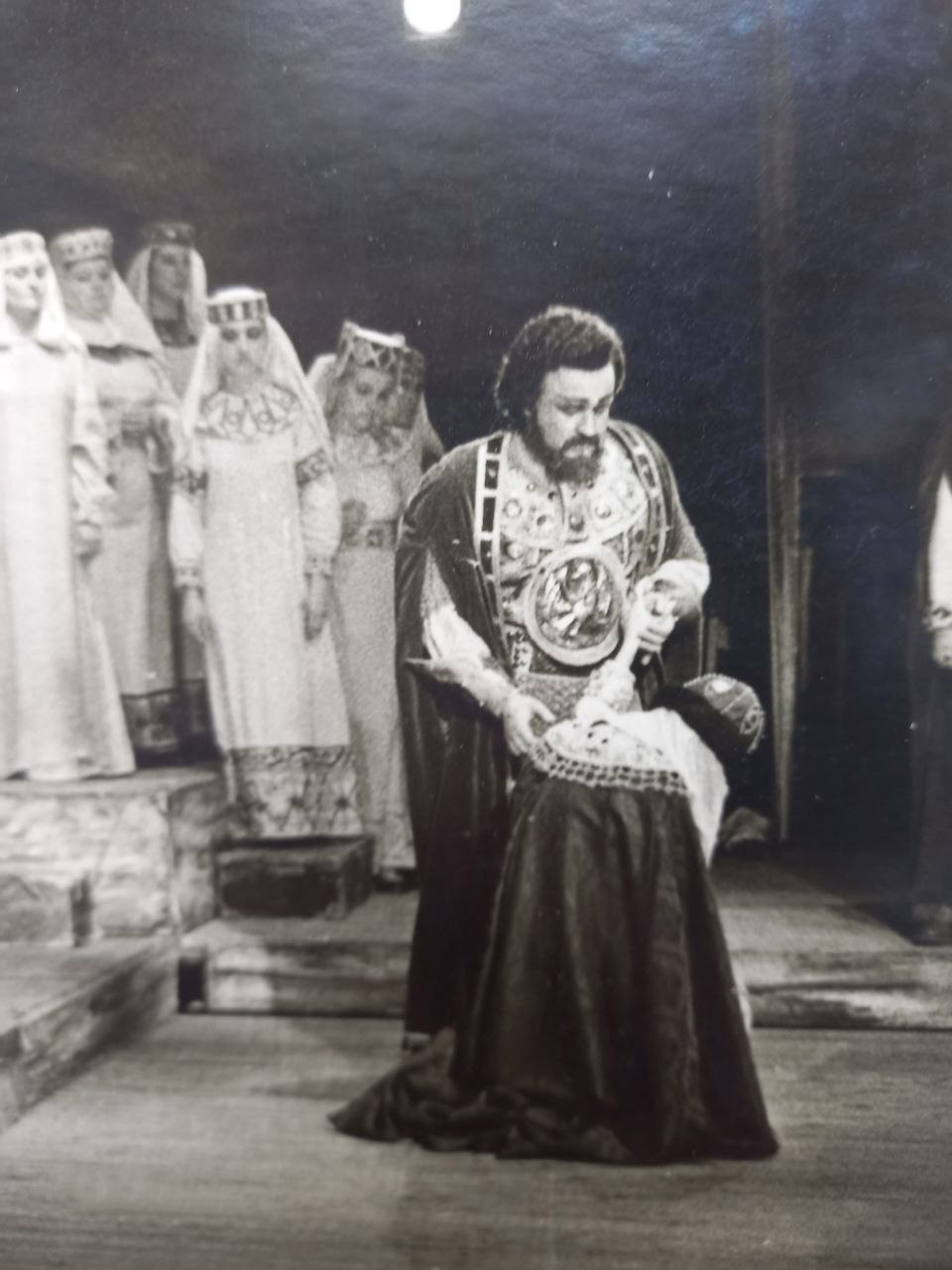
Степан Тарасович у опері О. Бородіна "Князь Ігор"
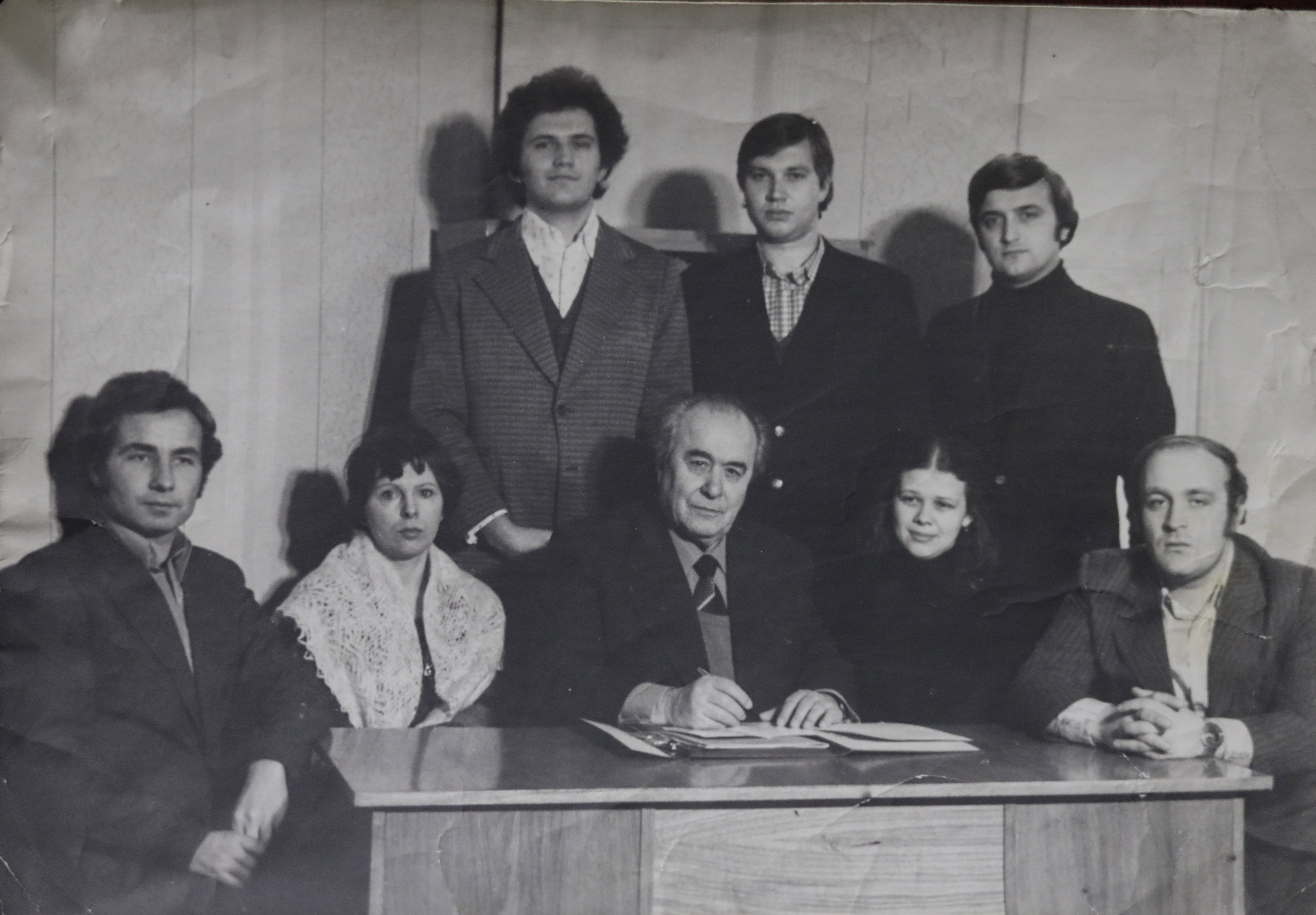
Степан Тарасович (сидить праворуч) з педагогом,професором вокалу, народним артистом СРСР Павлом Кармалюком і студентами
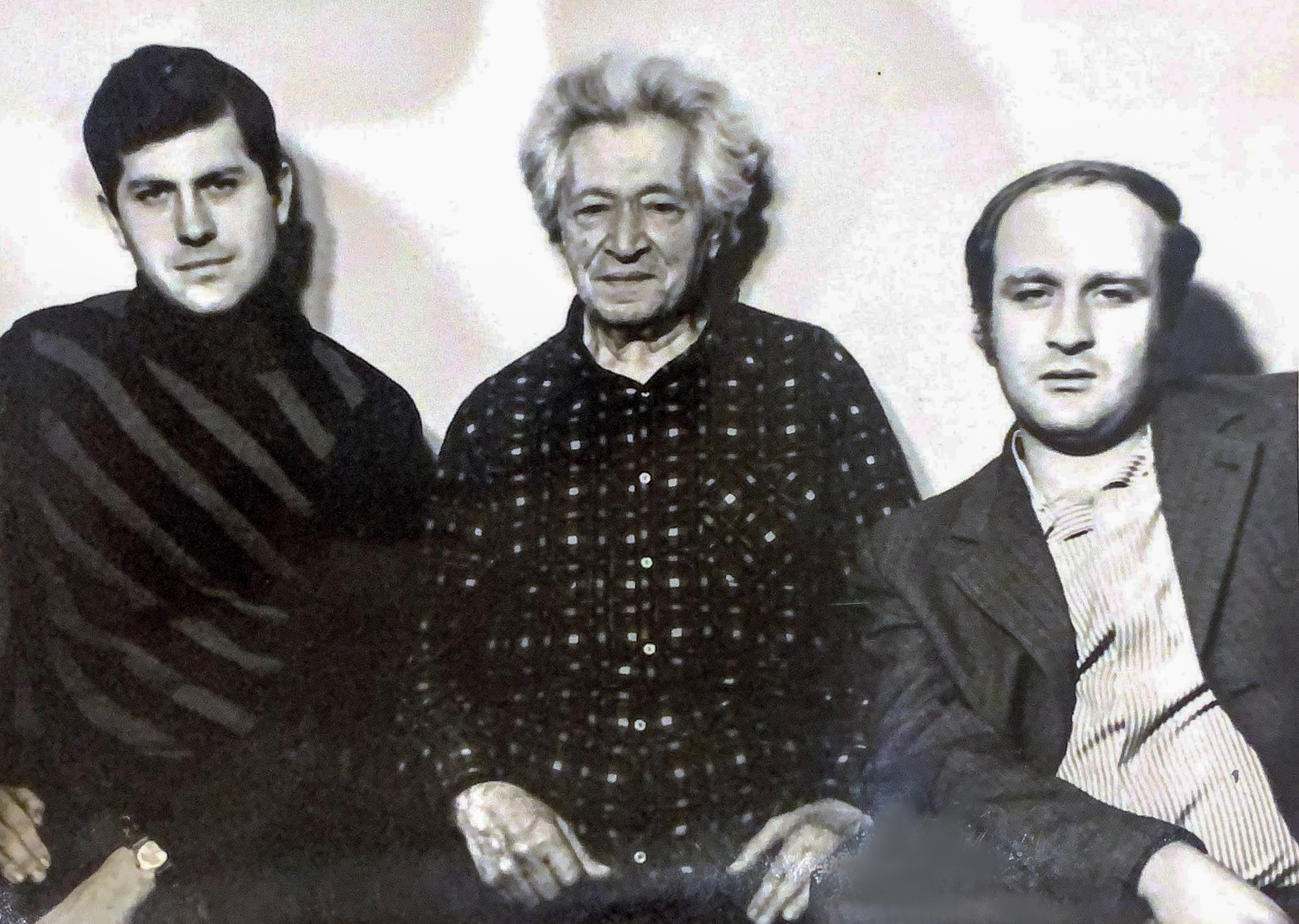
Степан Тарасович (праворуч), бас і педагог Михайло Торчинський (посередині) та баритон Роман Винник (ліворуч)
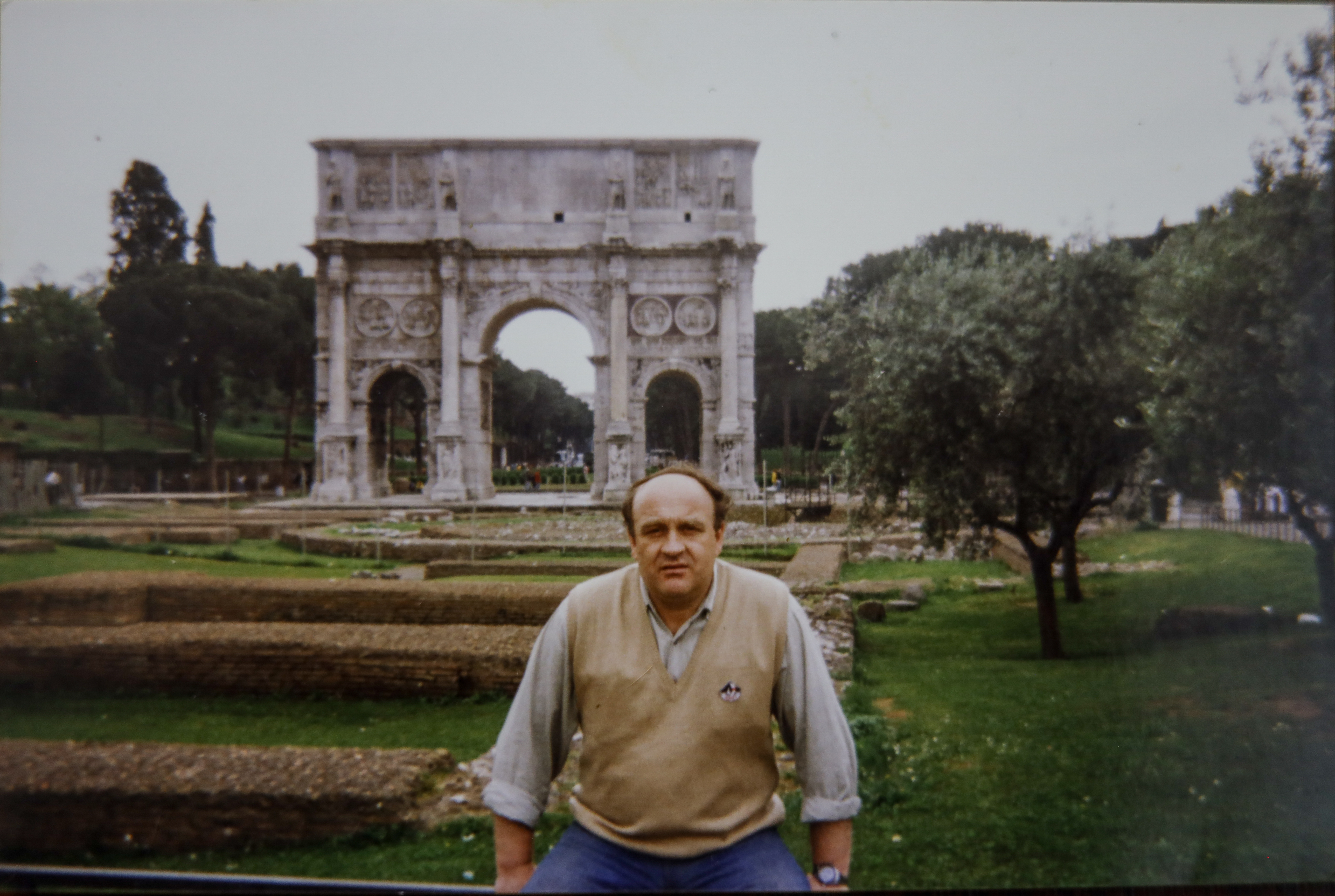
Степан Тарасович. Під час гастролей в Італії. Рим
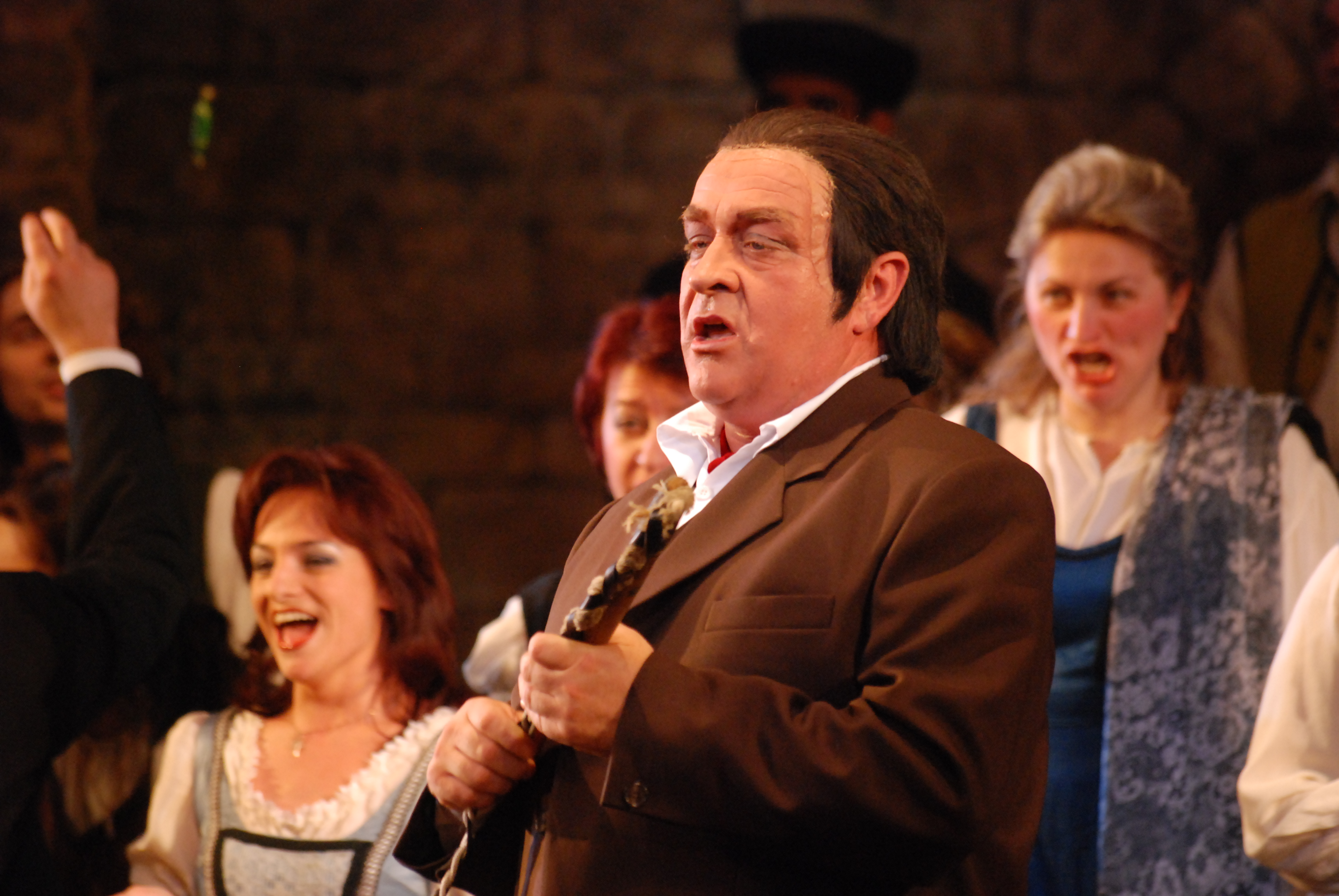
Степан Тарасович - Альфіо в опері "Сільська честь" П. Масканьї
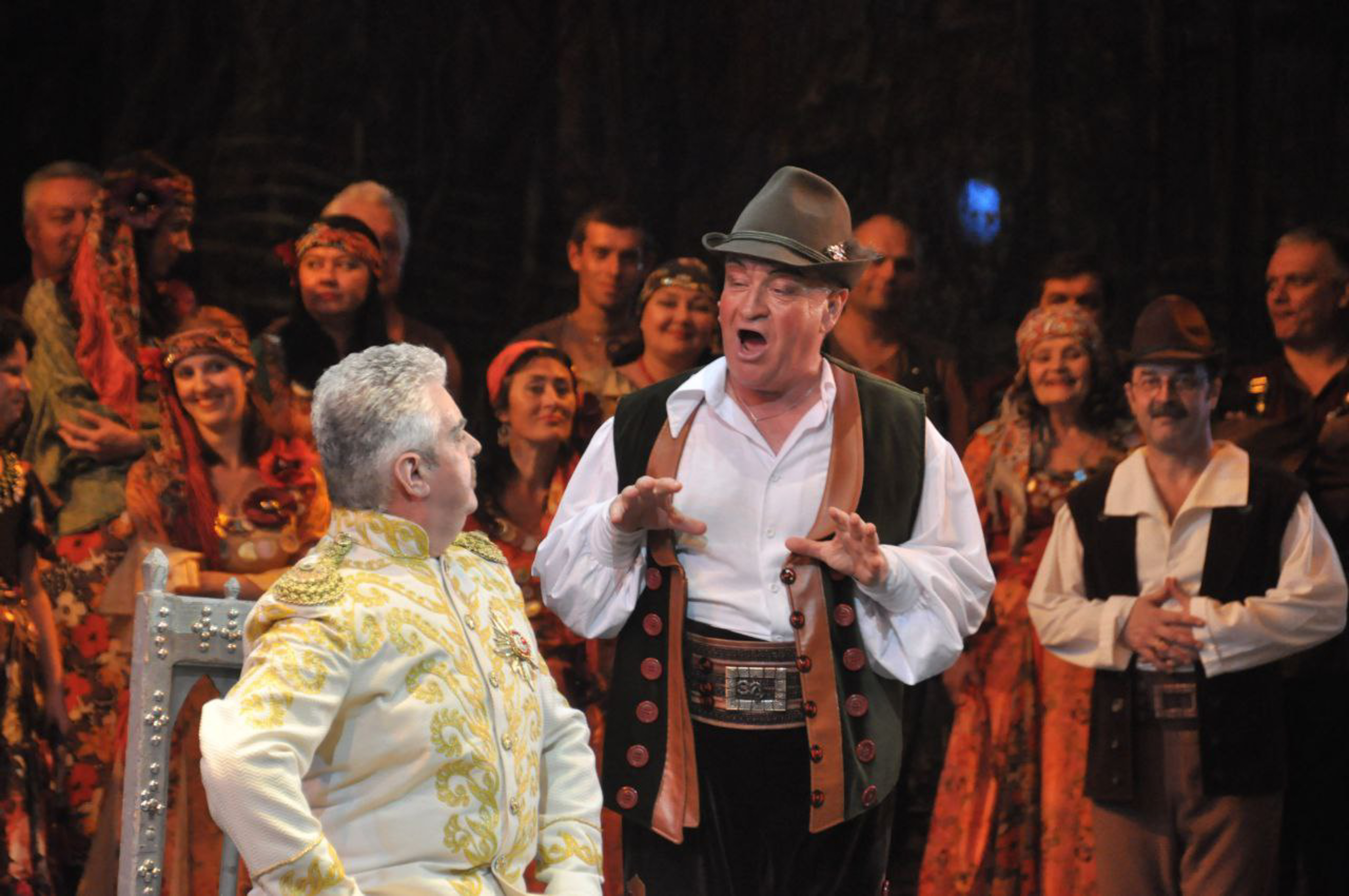
Степан Тарасович - "Зупан" в опереті Циганський барон" Й. Штрауса
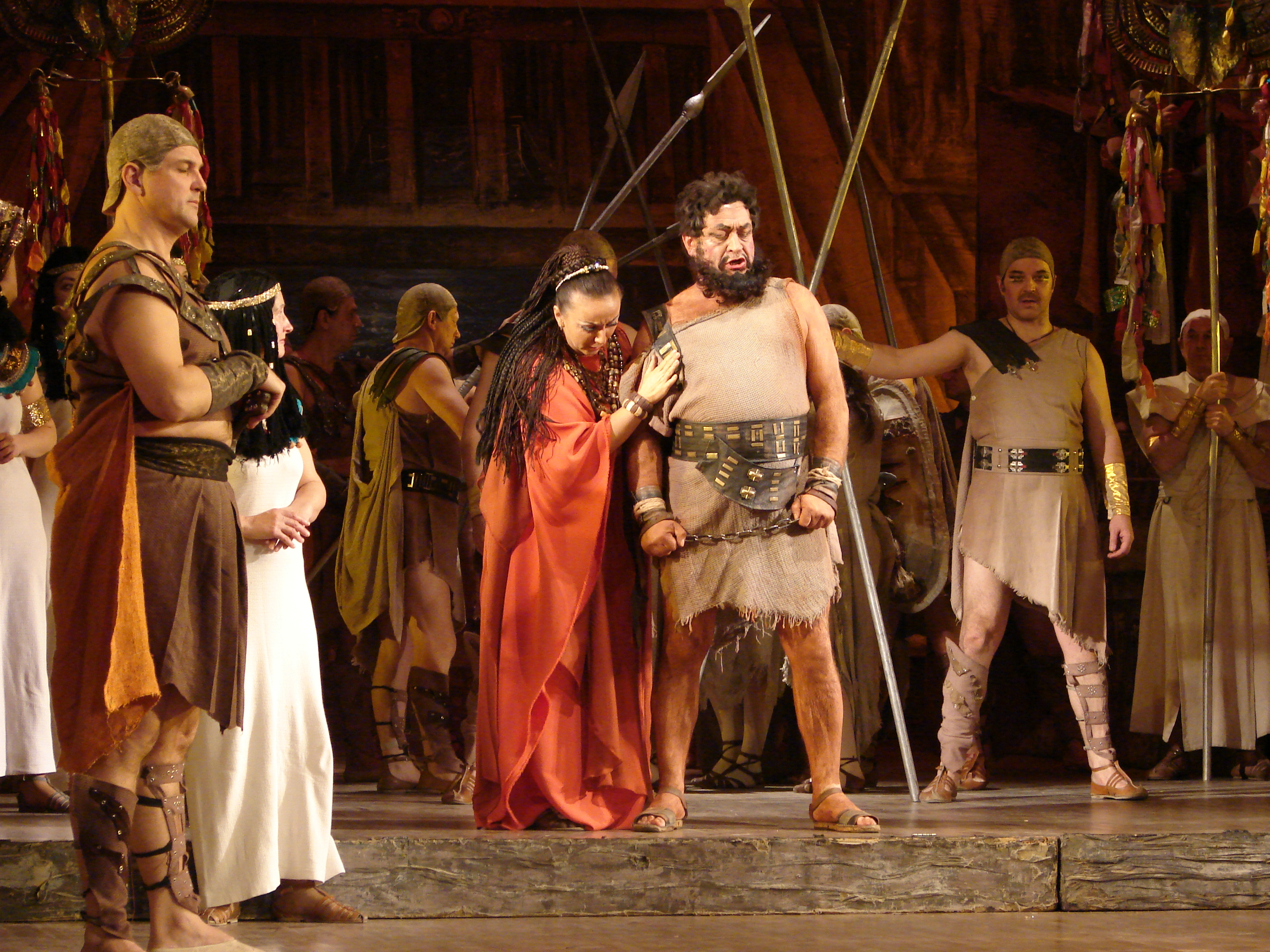
Опера "Аїда" Дж. Верді. Амонасро - Степан Тарасович
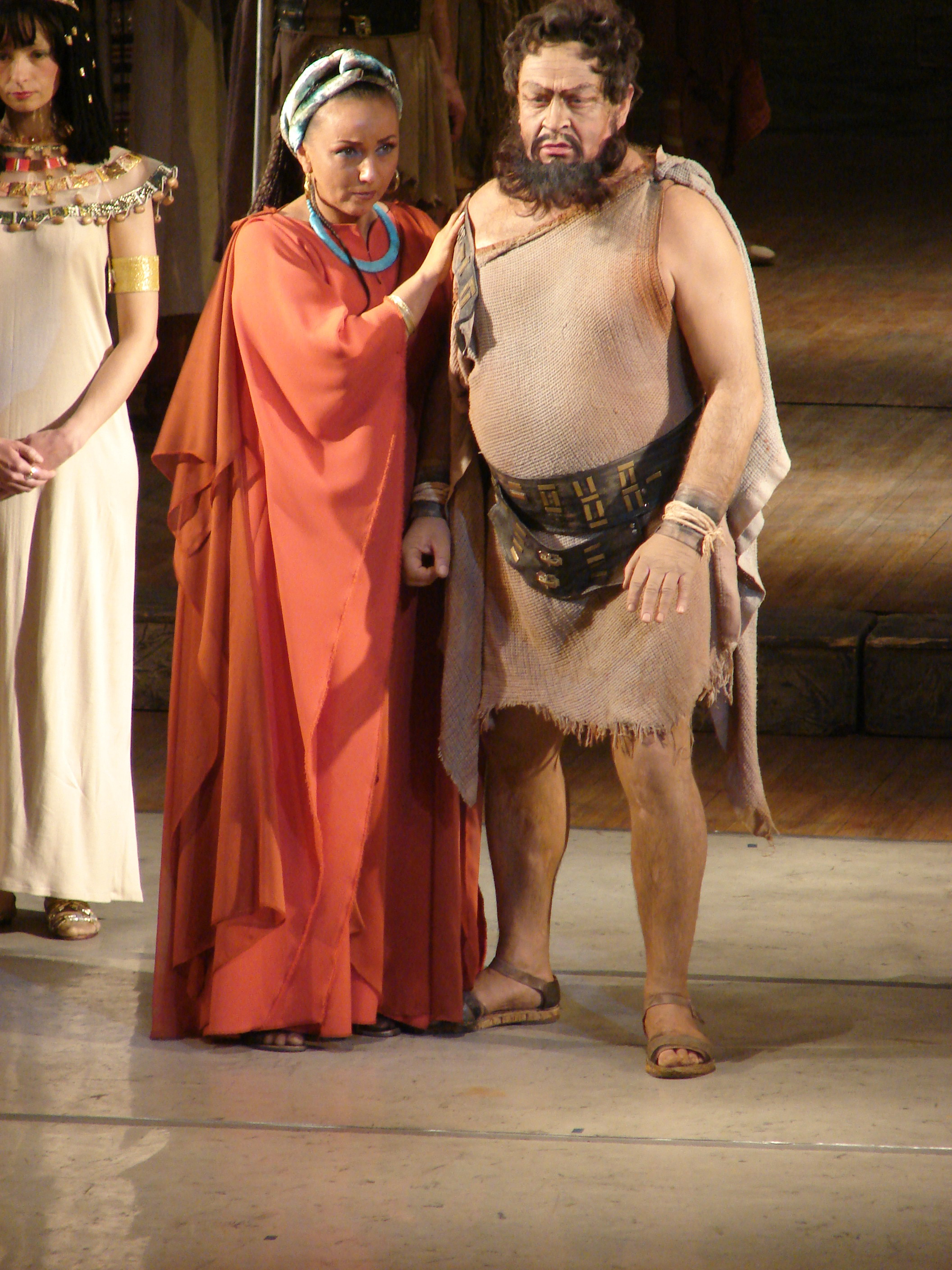
Опера "Аїда" Дж. Верді. Амонасро - Степан Тарасович, Аїда - Світлана Мамчур
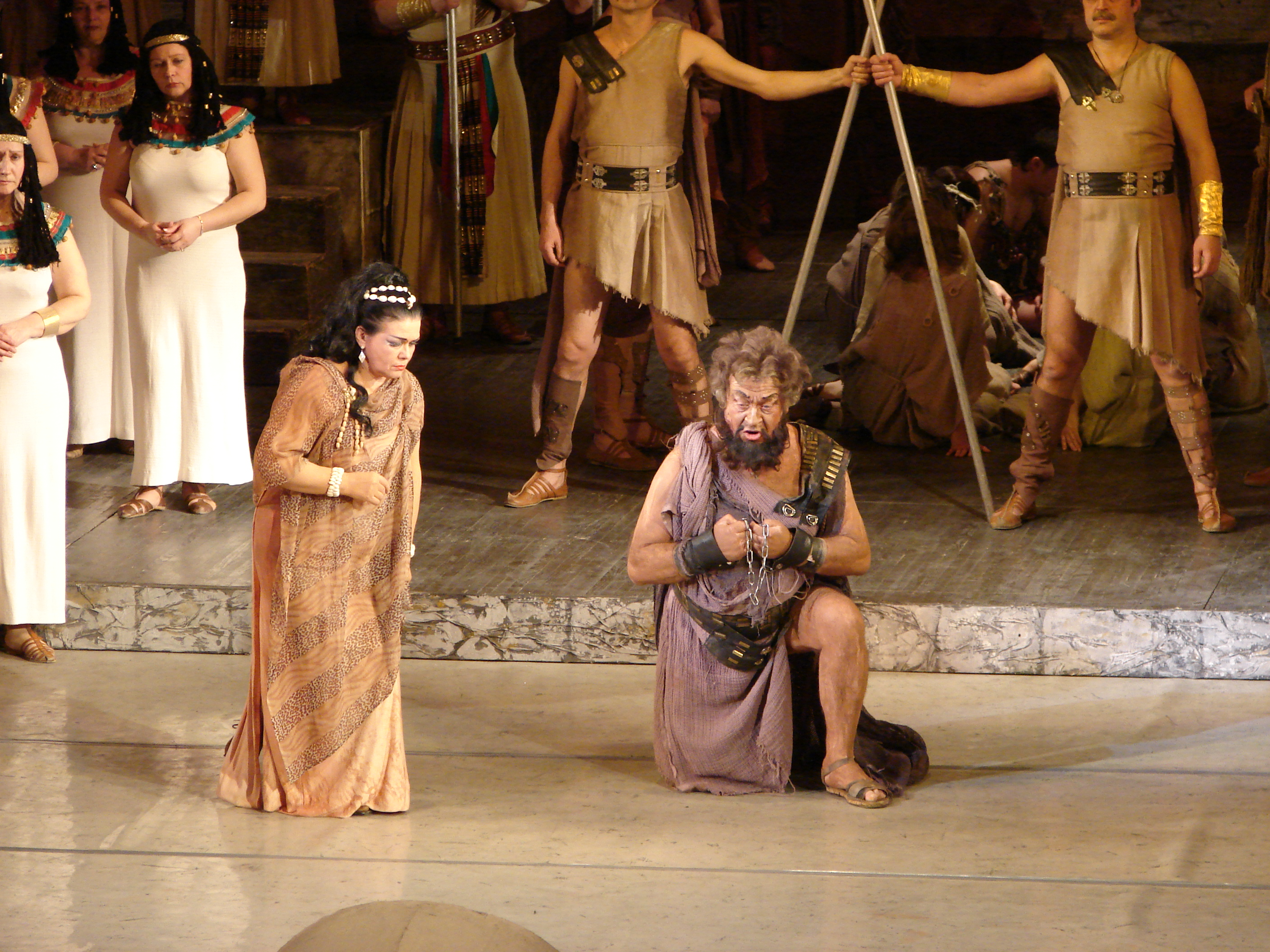
Опера "Аїда" Дж. Верді. Амонасро - Степан Тарасович, Аїда - Галина Вільха
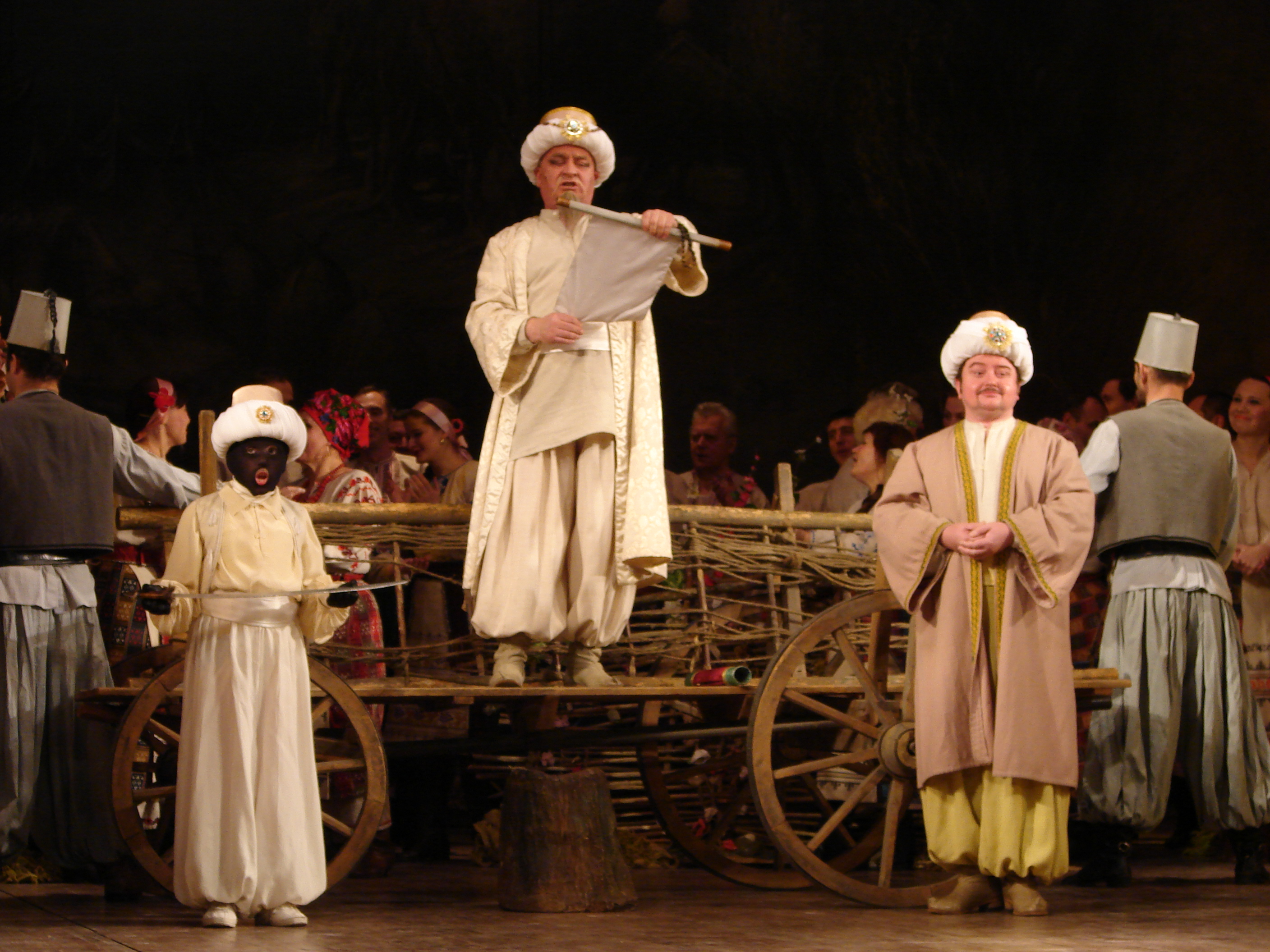
Опера "Запорожець за Дунаєм" С. Гулака-Артемовського. Степан Тарасович - імам
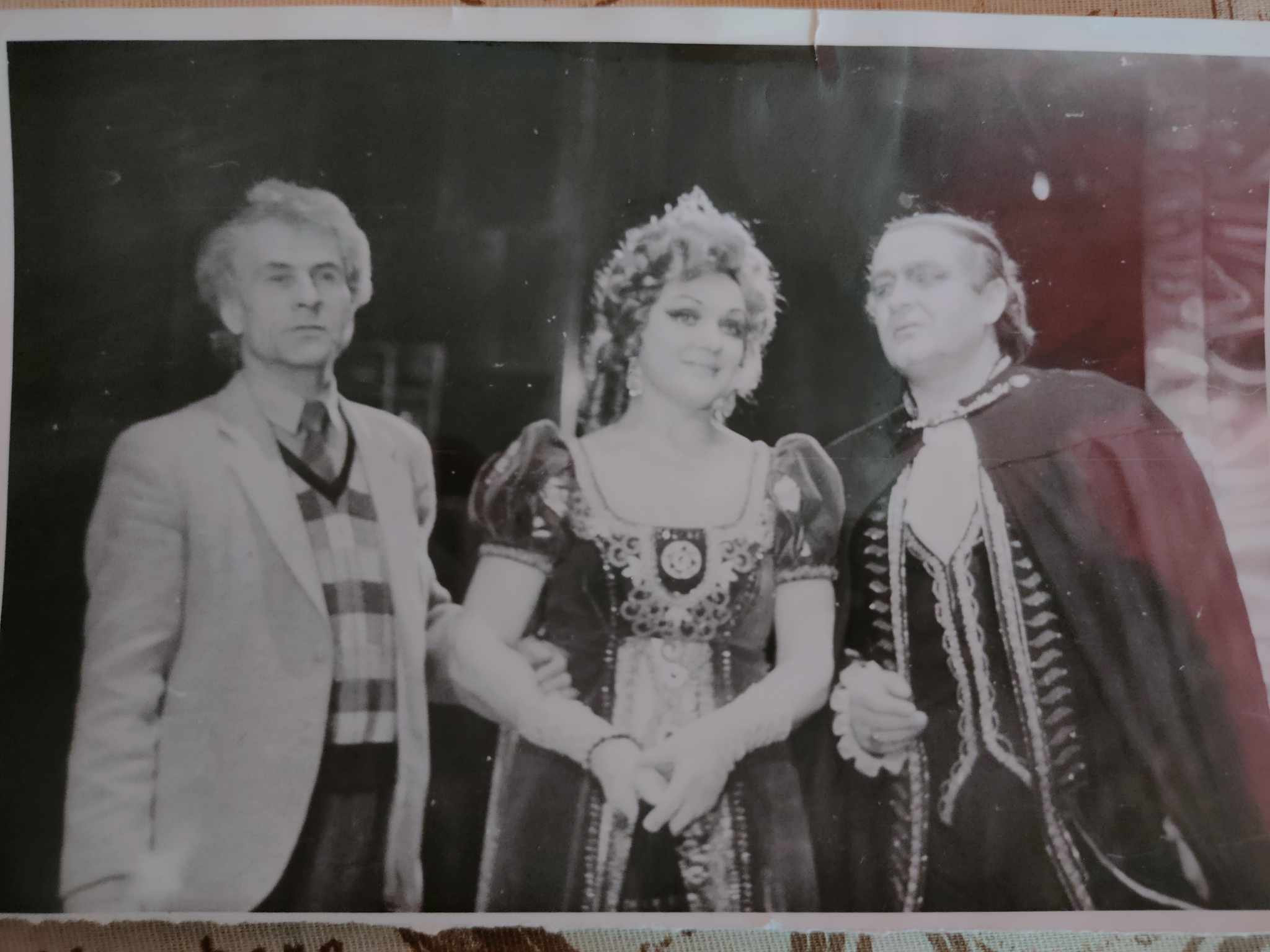
Степан Тарасович - Скарпіа в опері "Тоска" Дж.Пуччіні. З режисером Володимиром Дубровським і Ніною Тичинською в партії Тоски
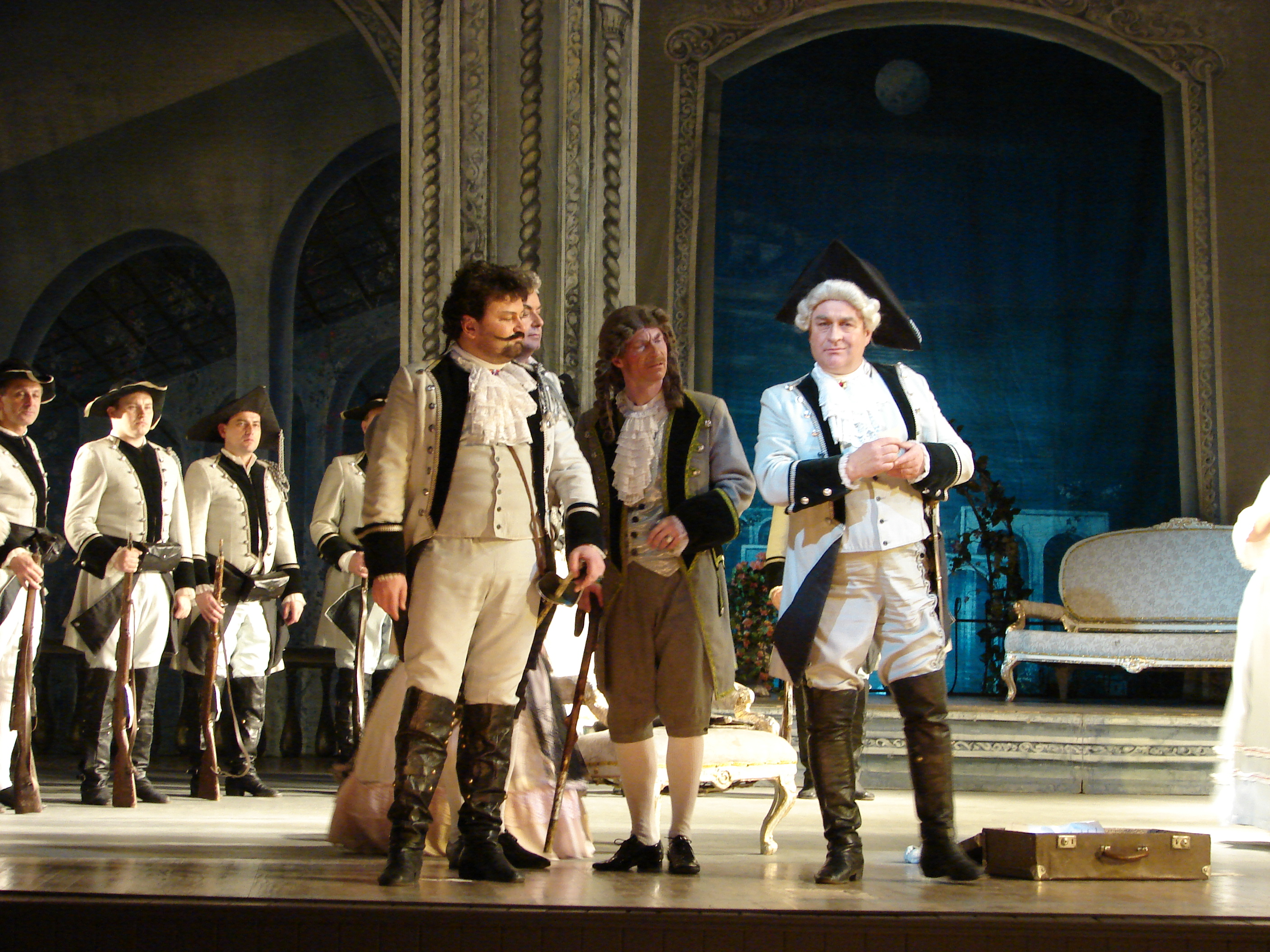
Опера "Севільський цирульник" Дж. Россіні. Степан Тарасович - Фйорелло, граф Альмавіва - Олег Лихач
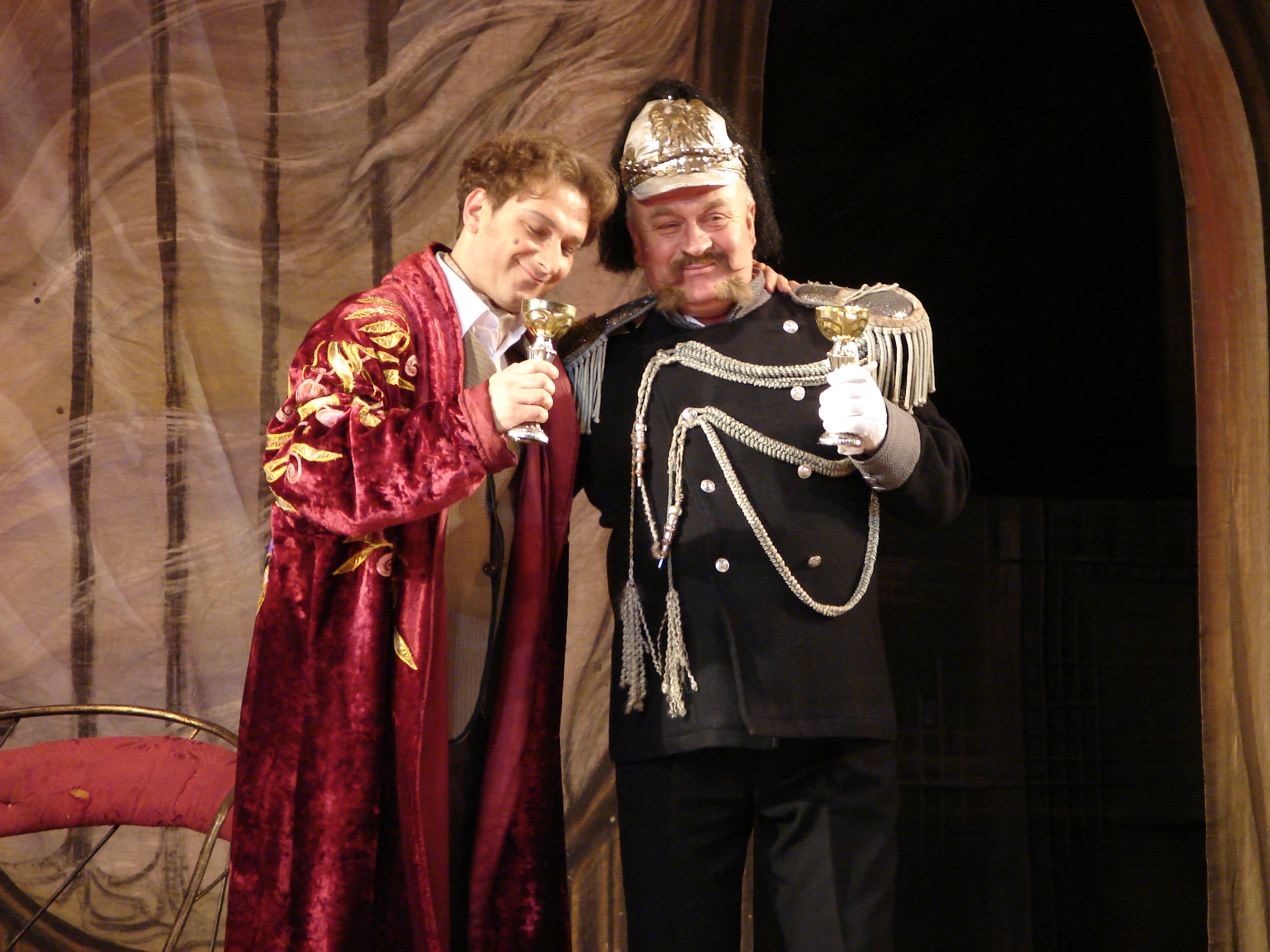
Оперета "Летюча миша" Й. Штрауса. Франк - Степан Тарасович, Альфред - Василь Понайда
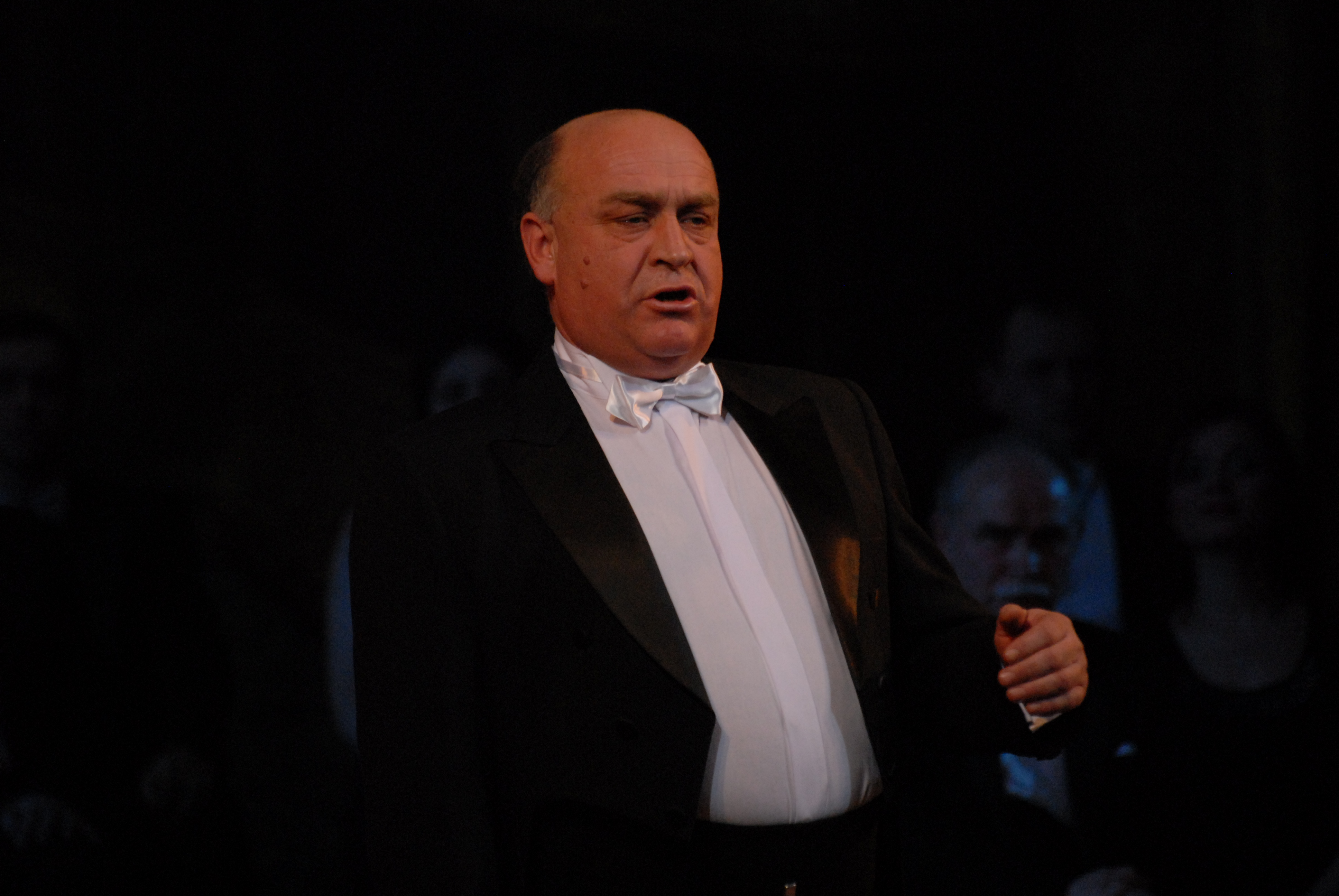
Концерт до 100-річчя з дня народження народного артиста СРСР Павла Кармалюка
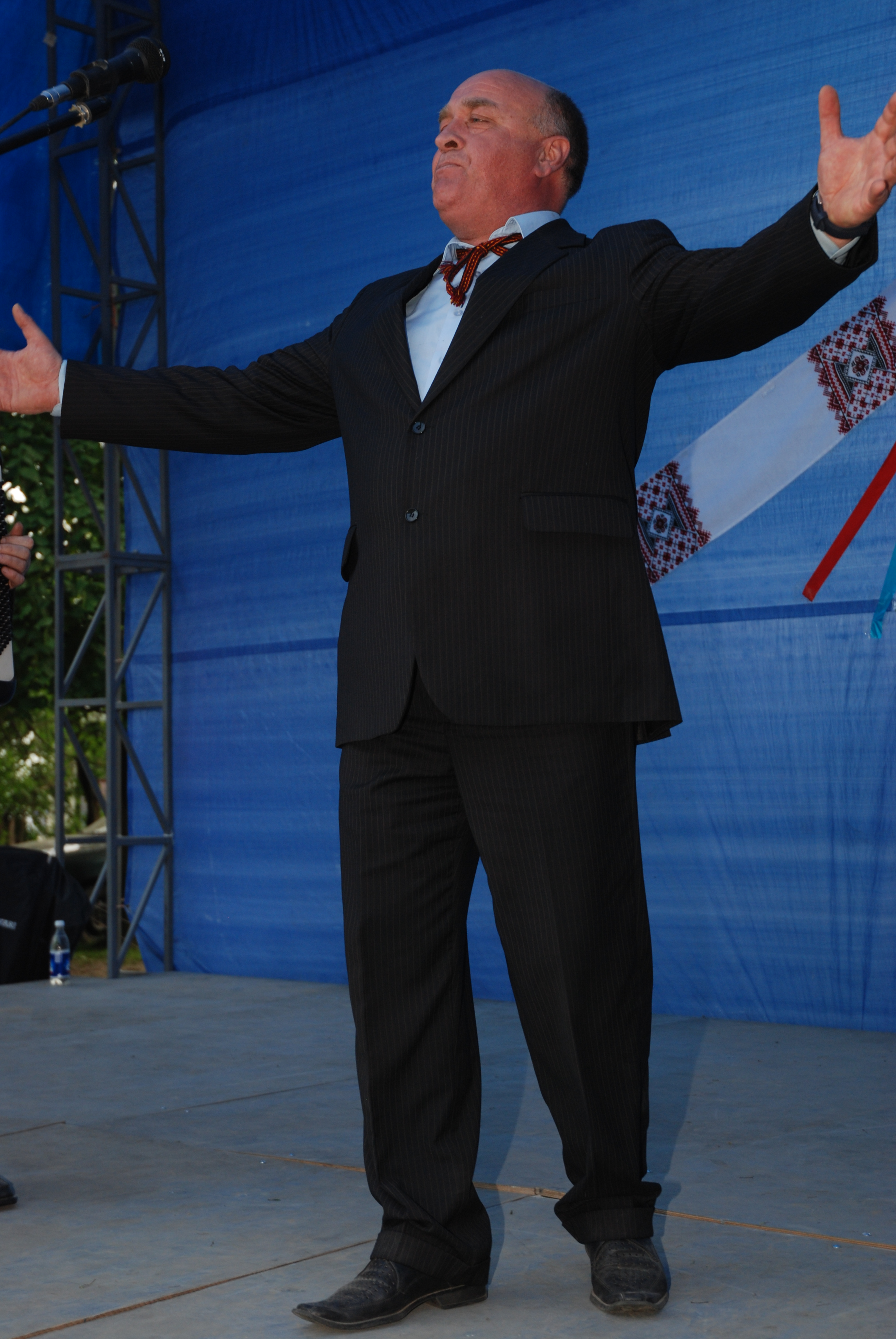
Степан Тарасович. На Бучинських фестинах
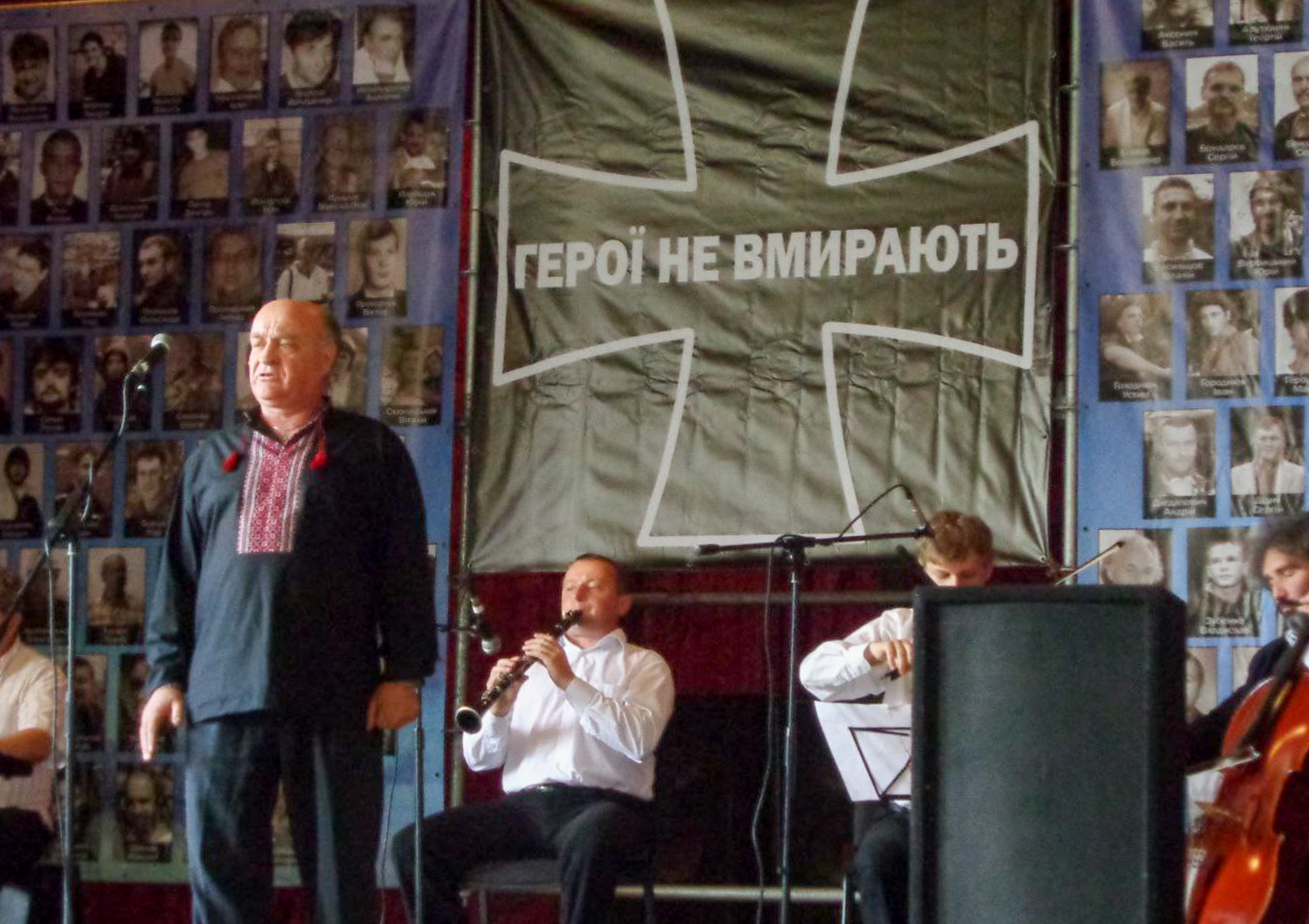
Степан Тарасович. Концертний виступ
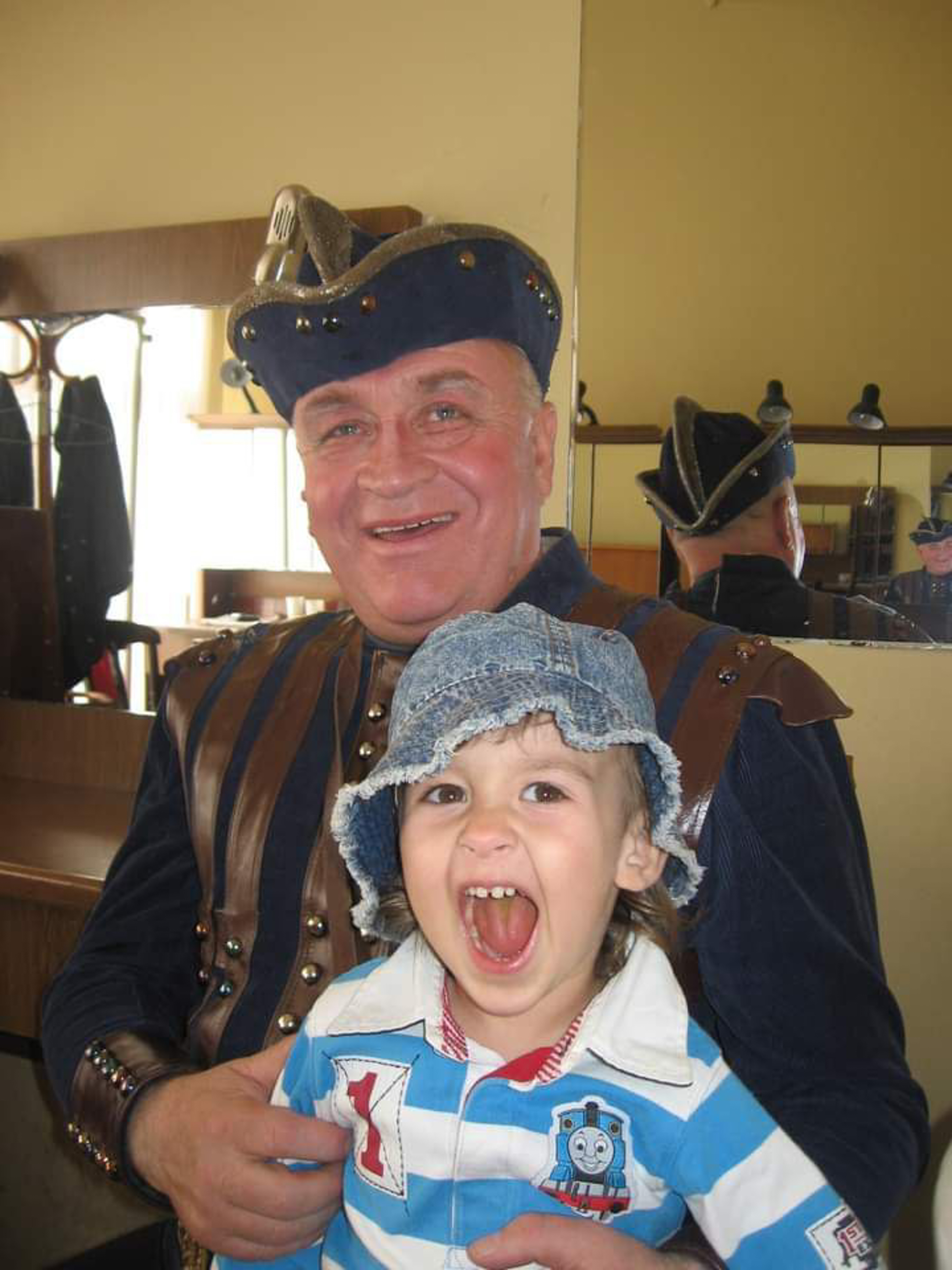
Степан Тарасович із онуком Михасиком у гримувальній театру
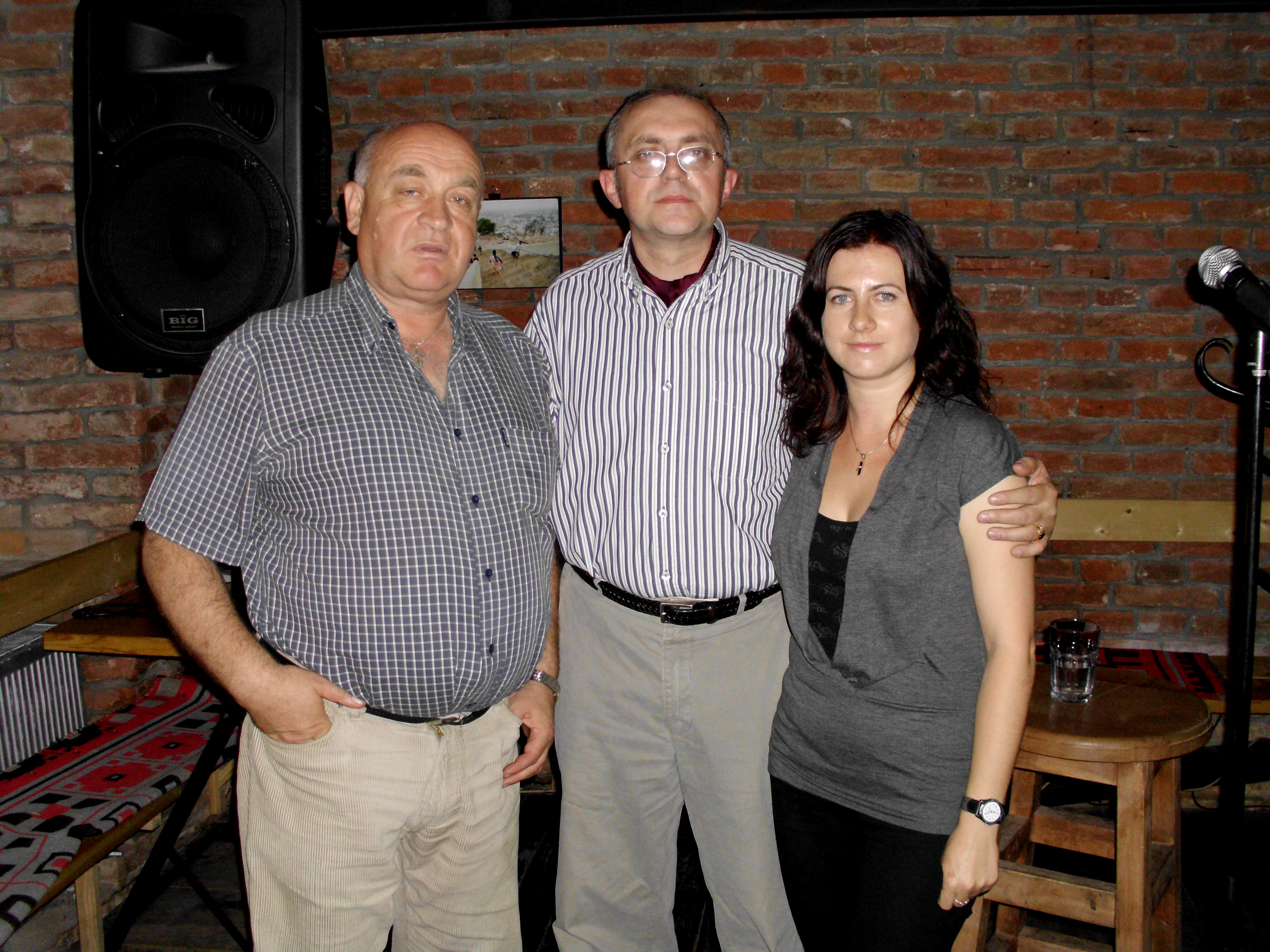
Степан Тарасович (ліворуч) з поетом Василем Махном та письменницею Оксаною Сайко
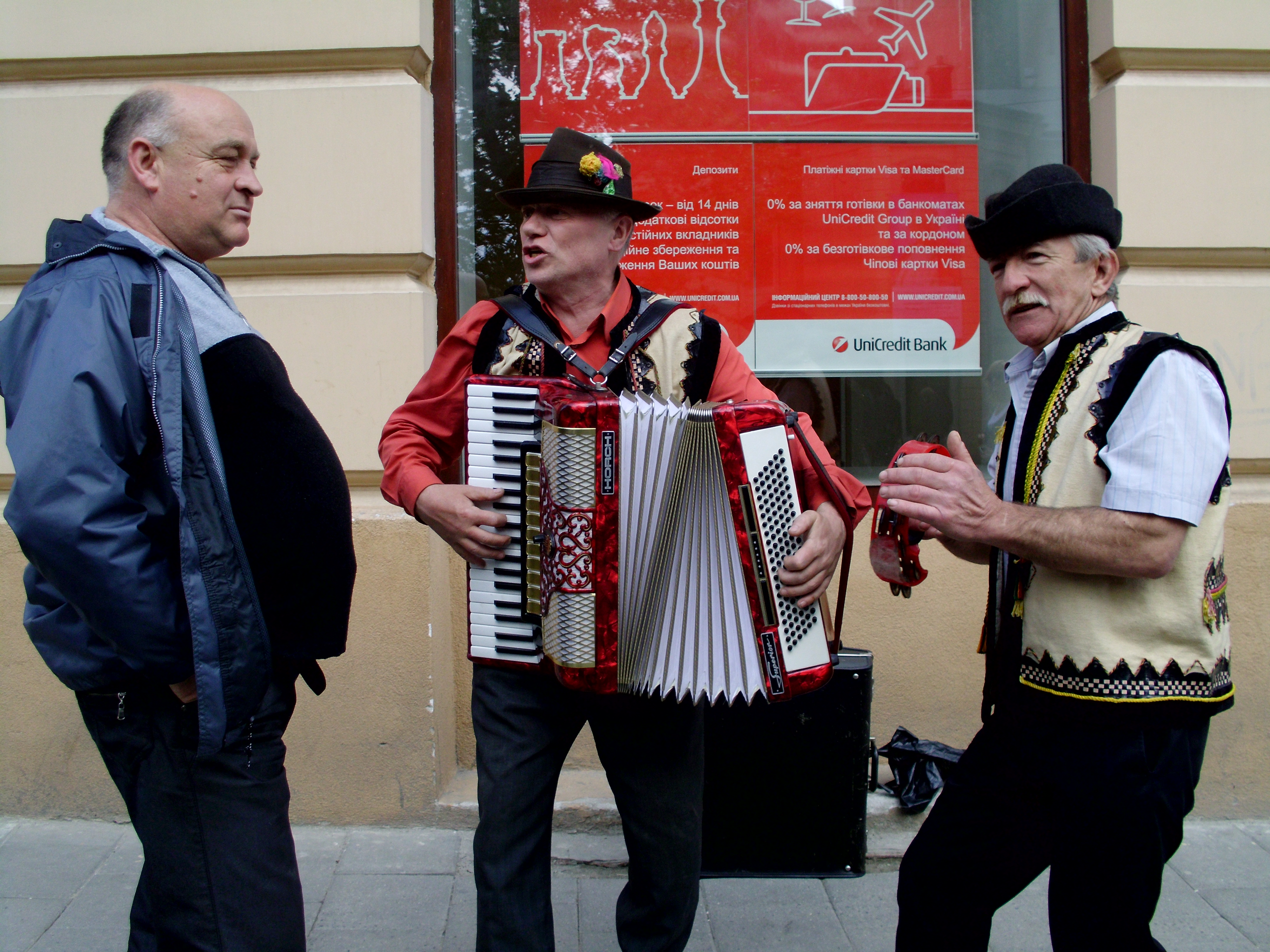
Степан Тарасович з вуличними музикантами
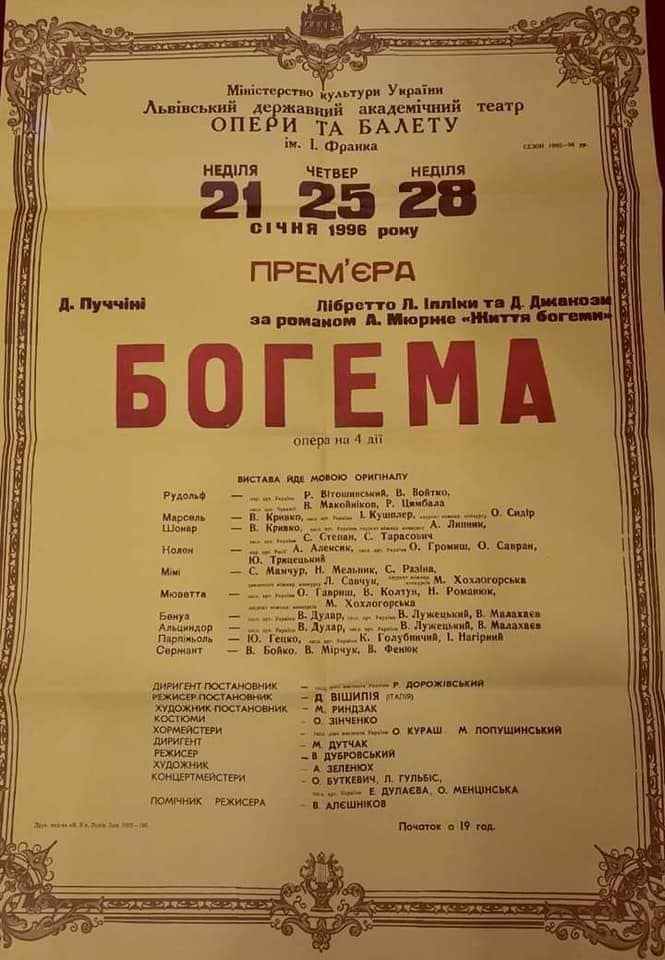
Прем'єра опери "Богема" Дж. Пуччіні, 1996 р. Афіша
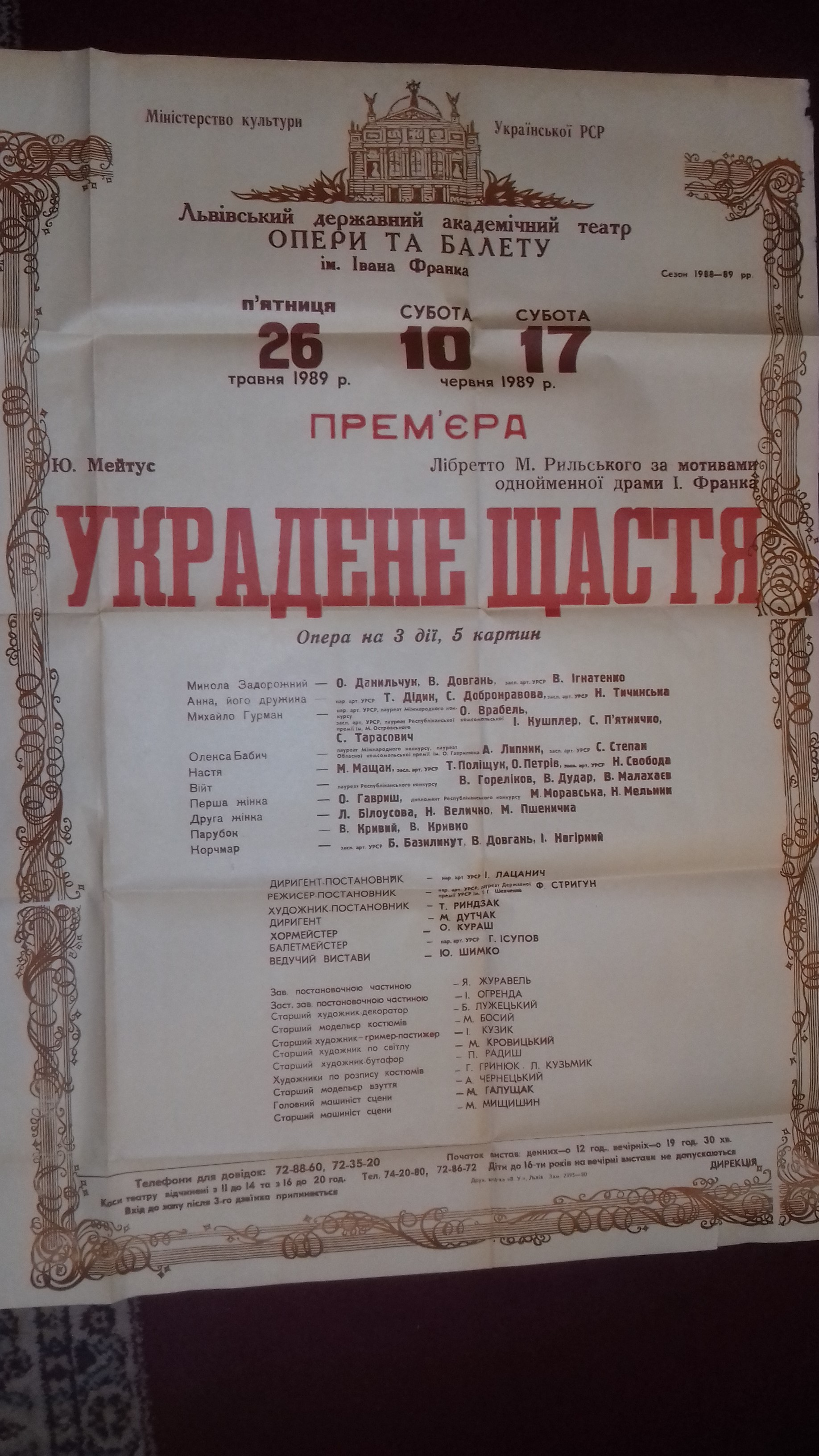
Прем'єра опери "Украдене щастя", 1989 р. Афіша
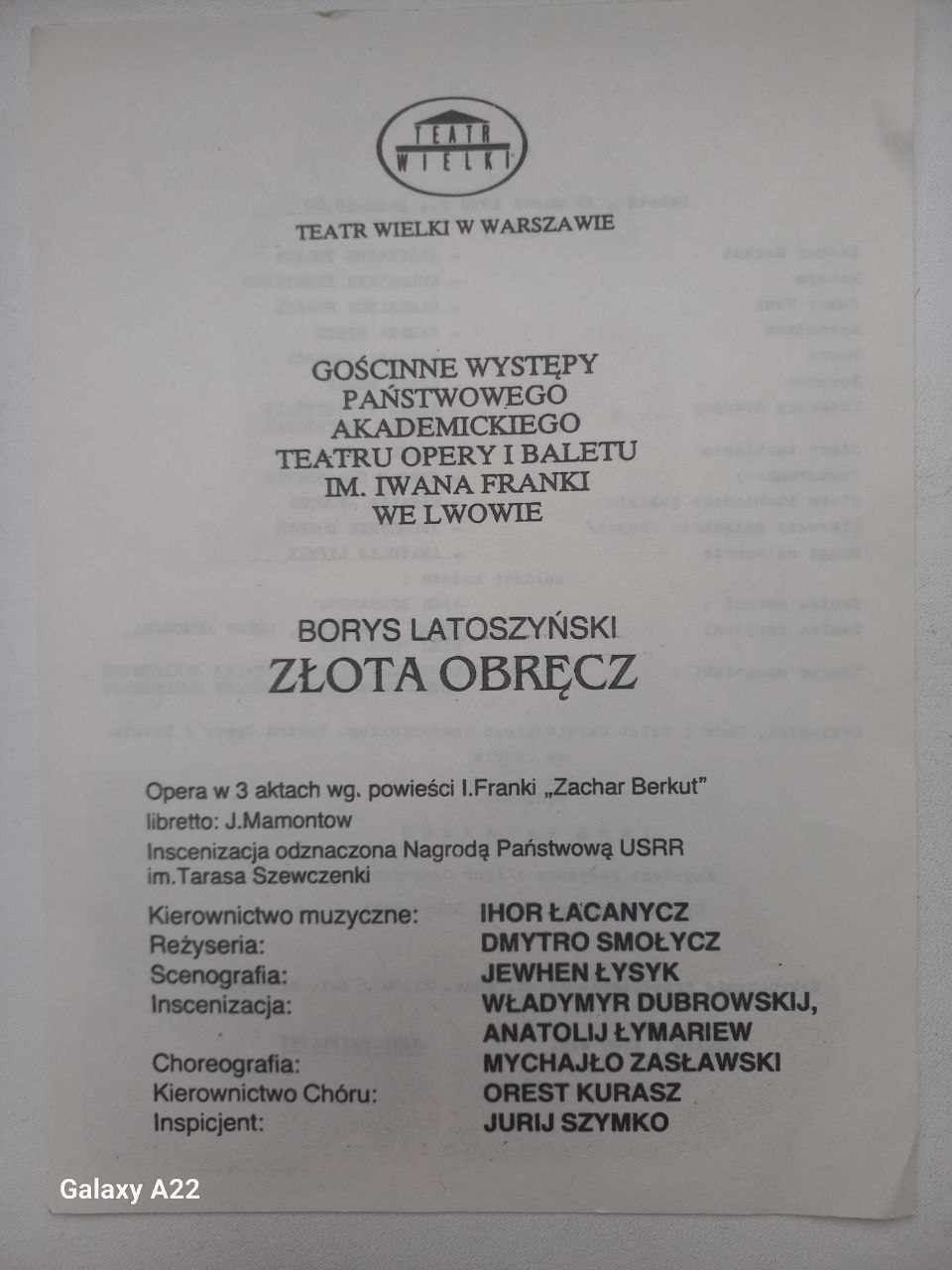
Театральна програмка з гастролів Львівського театру опери та балету у Варшаві, 1990 р.
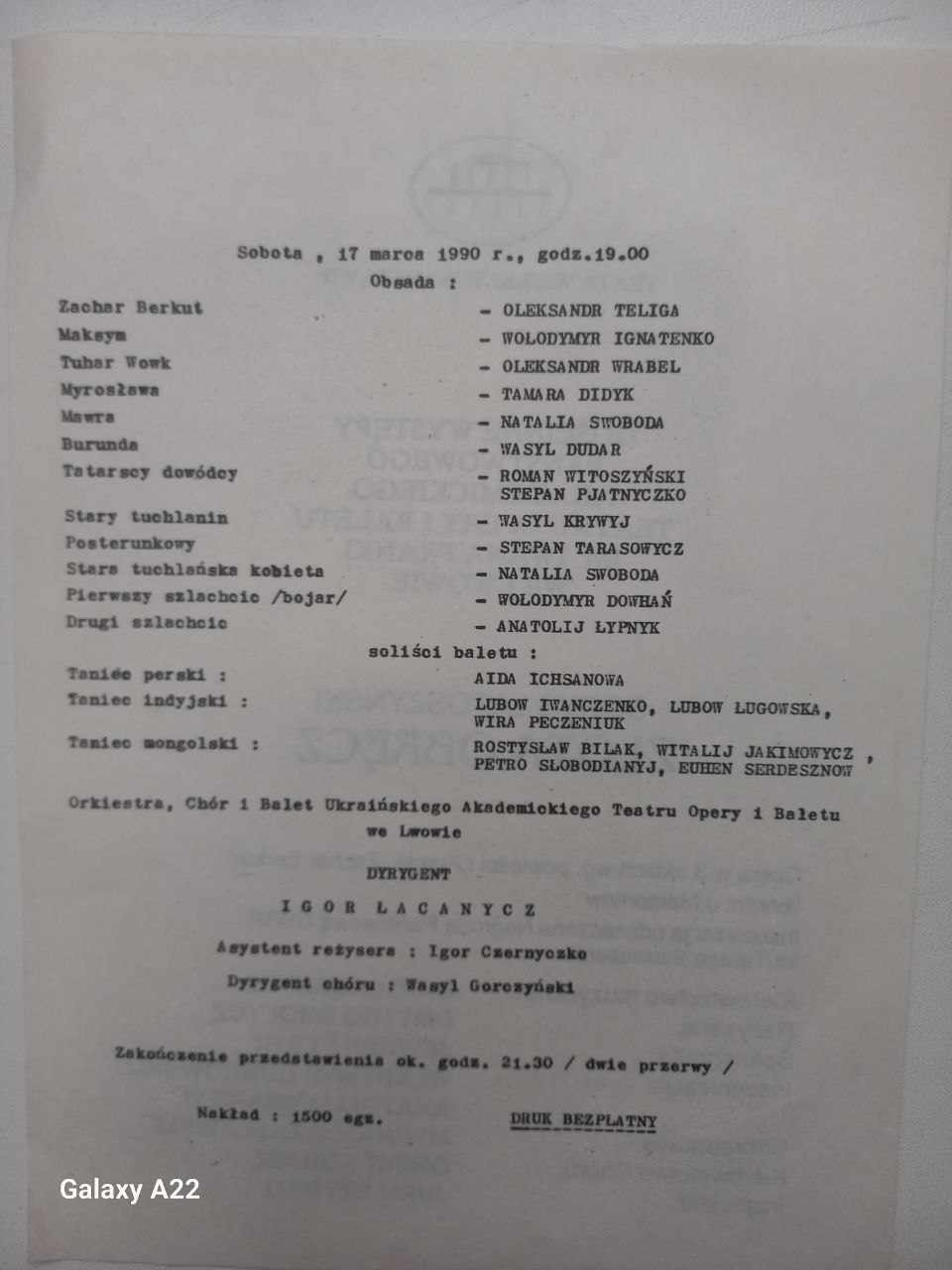
Театральна програмка з гастролів Львівського театру опери та балету у Варшаві, 1990 р. Учасники опери "Золотий обруч" Б. Лятошинського
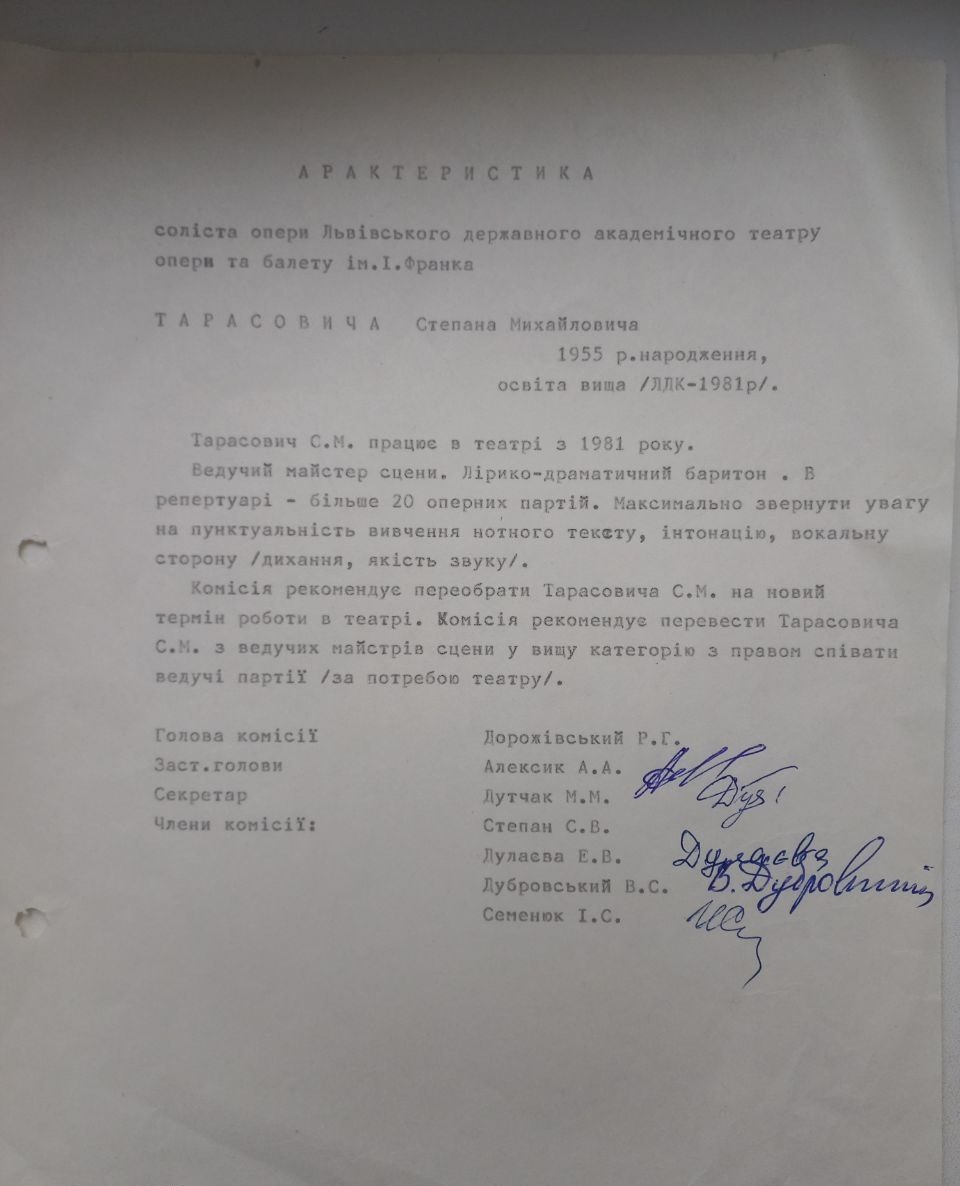
Характеристика Степана Тарасовича для переведення у вищу категорію солістів оперного театру з правом виконувати ведучі партії
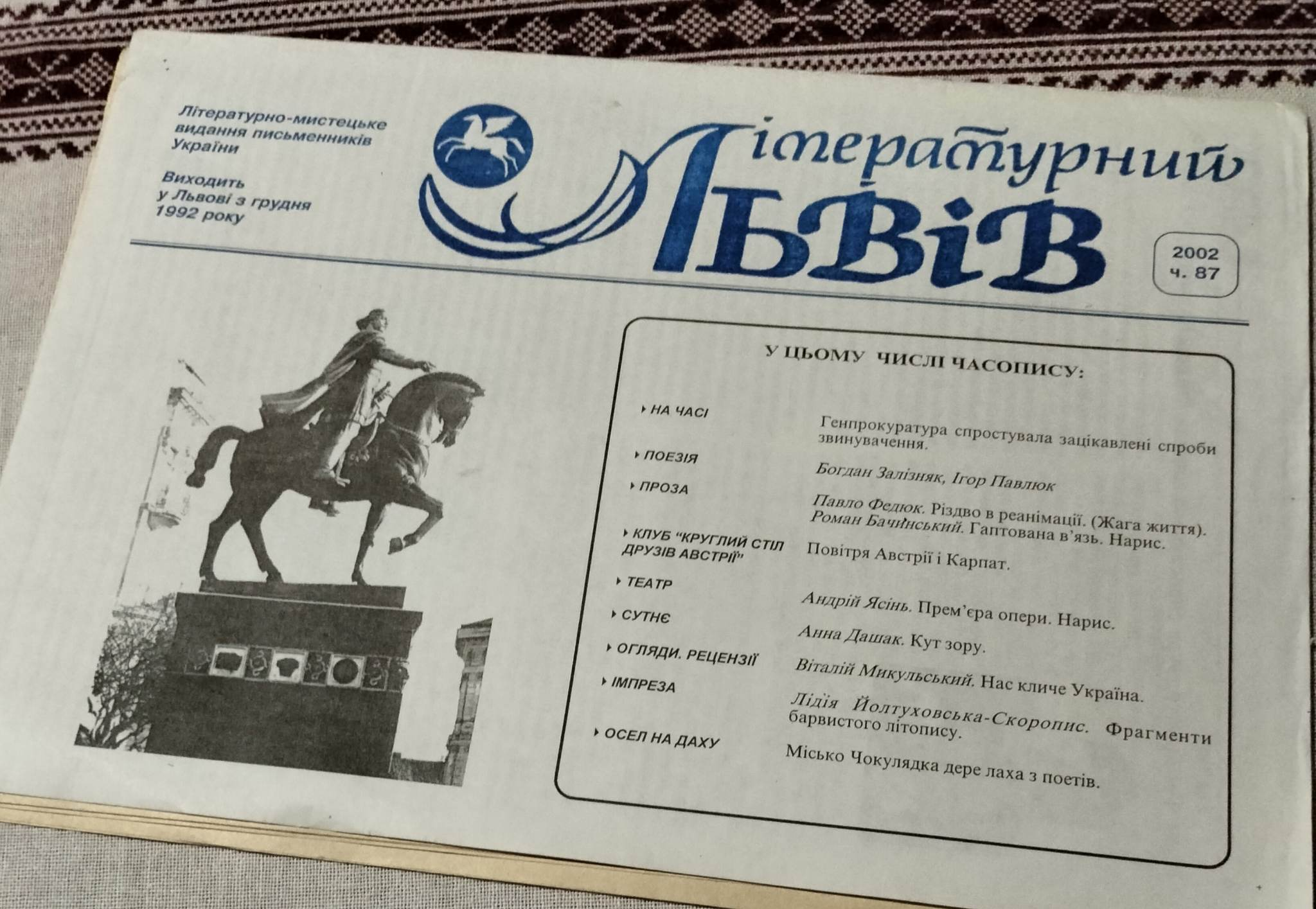
Часопис "Літературний Львів" зі статтею про Степана Тарасовича
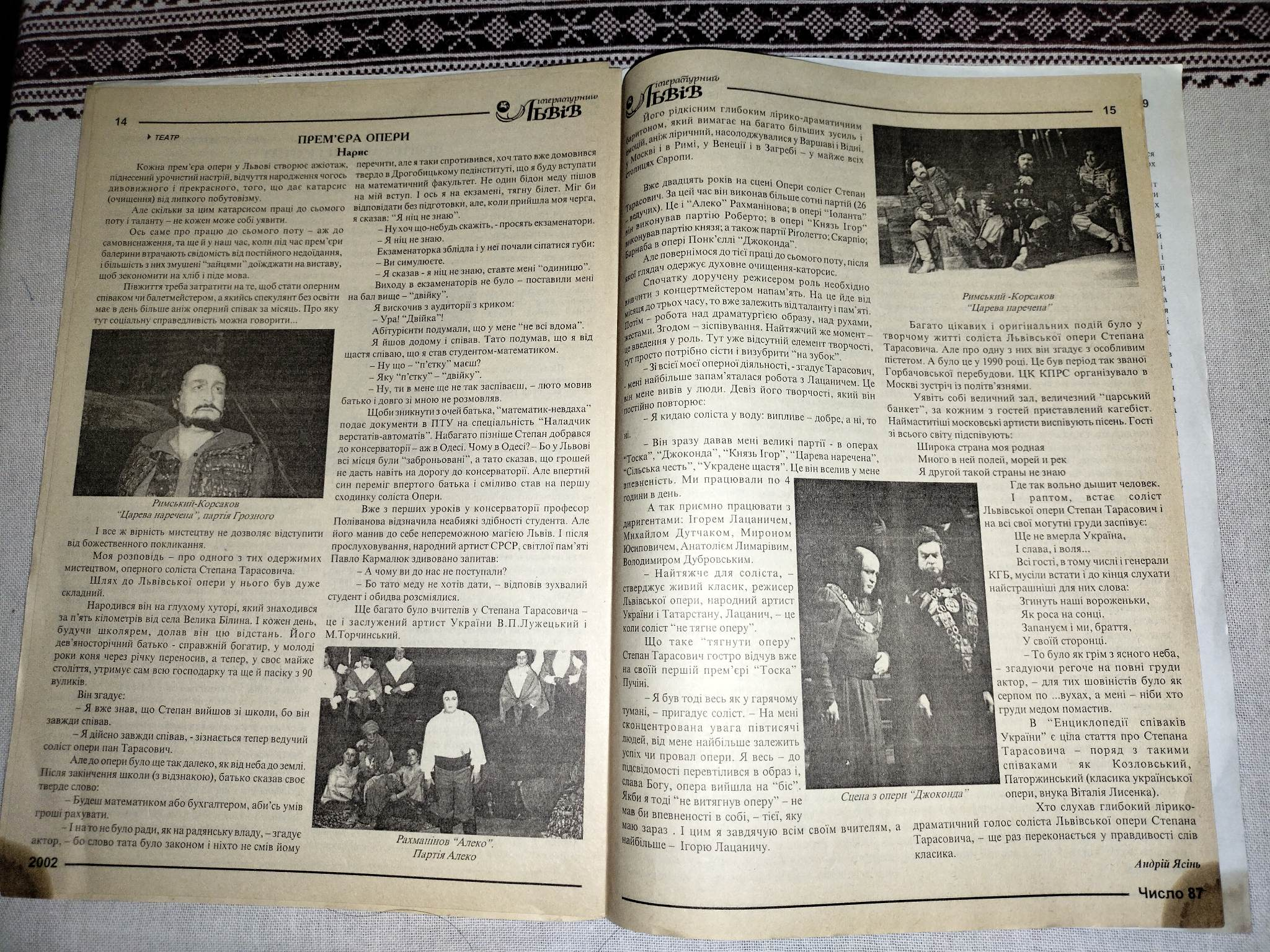
Часопис "Літературний Львів". Стаття про Степана Тарасовича
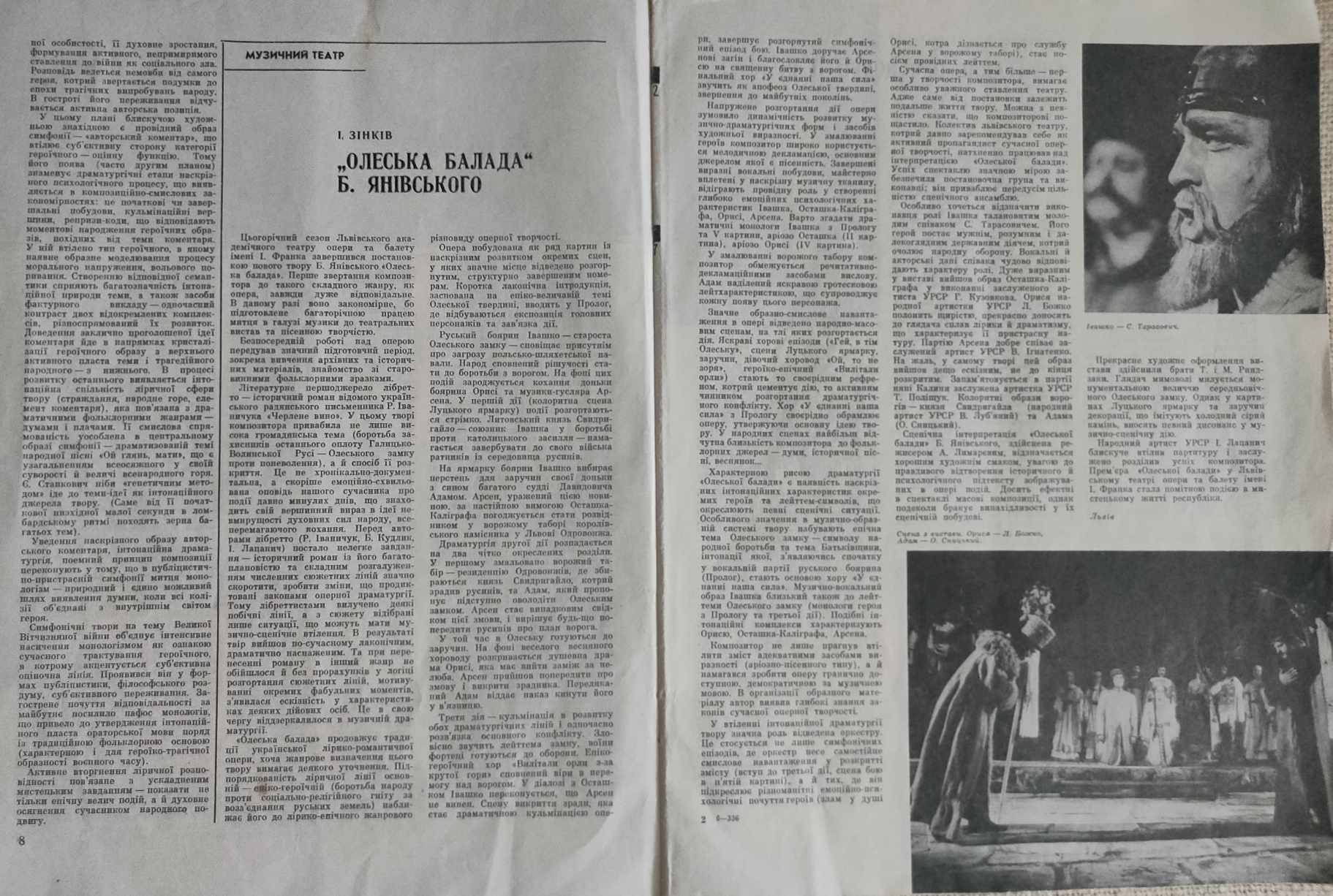
І. Зінків. "Олеська балада" Б. Янівського
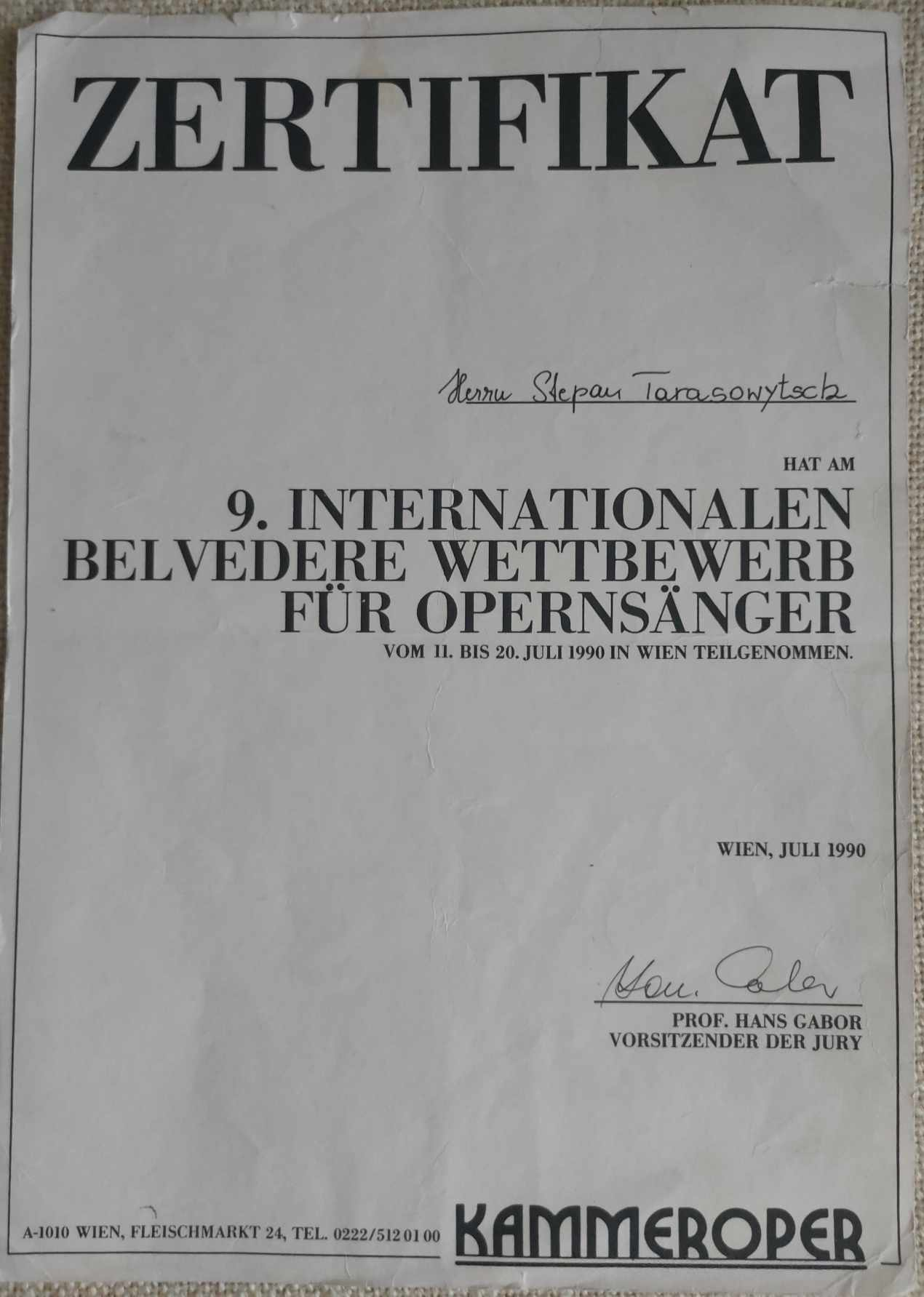
Сертифікат Степана Тарасовича - учасника міжнародного конкурсу оперних співаків "Бельведер" у Відні, за підписом засновника й голови журі Ганса Габора
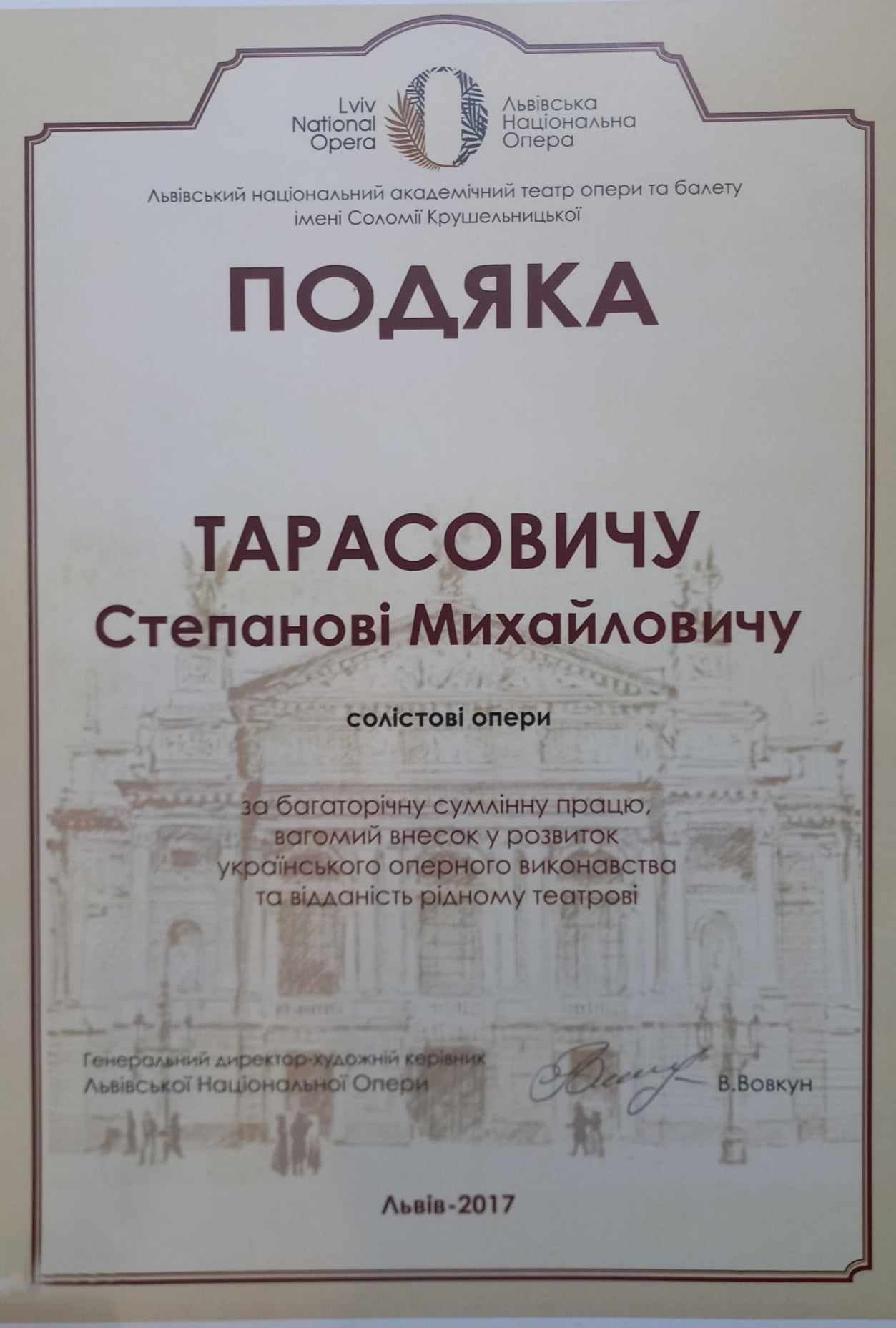
Подяка солістові Степанові Тарасовичу від Львівської опери за багаторічну сумлінну працю

- І. Зінків «"Олеська балада" Б. Янівського». — 1986. — С. 8.
- Іван Лисенко «Енциклопедія співаків України». — 1997. — С. 296.
- Андрій Ясінь «Прем'єра опери», нарис. — Літературний Львів. — 2002. — Ч.87.
- Люна Галас «Донецькі маестро і примадонна в "Аїді" Львівської опери». —  30 березня 2005. —  № 68 (1674). — С.10.
- Степан Тарасòвич (соліст опери)
- Помер багатолітній соліст Львівської опери Степан Тарасович. — Zaxid.net